# Ciclones tropicais em 2021
No ano de 2021, os ciclones tropicais se formaram em seis grandes corpos d'água, comumente conhecidos como bacias de ciclones tropicais. Os ciclones tropicais são nomeados por várias agências meteorológicas se atingirem ventos sustentados máximos de 35 kn (65 km/h; 40 mph). Durante este ano, 127 sistemas foram formados e 91 foram nomeados, incluindo uma depressão subtropical e excluindo um sistema, que não era oficial. Uma tempestade recebeu dois nomes pelo mesmo RSMC. A tempestade mais intensa do ano foi o tufão Surigae, com velocidade máxima do vento sustentado de 10 minutos de 220 quilômetros por hora (140 mph) e uma pressão mínima de 895 hPa (26.4 inHg). O mais mortífero ciclone tropical foi o Tufão Rai, que causou 407 mortes no Filipinas e 1 no Vietnã, enquanto o mais caro foi o furacão Ida, que causou cerca de USD 65,25 bilhões em danos depois de atingir a Louisiana e o nordeste dos Estados Unidos. Seis ciclones tropicais de categoria 5 se formaram durante o ano, desde 2003.

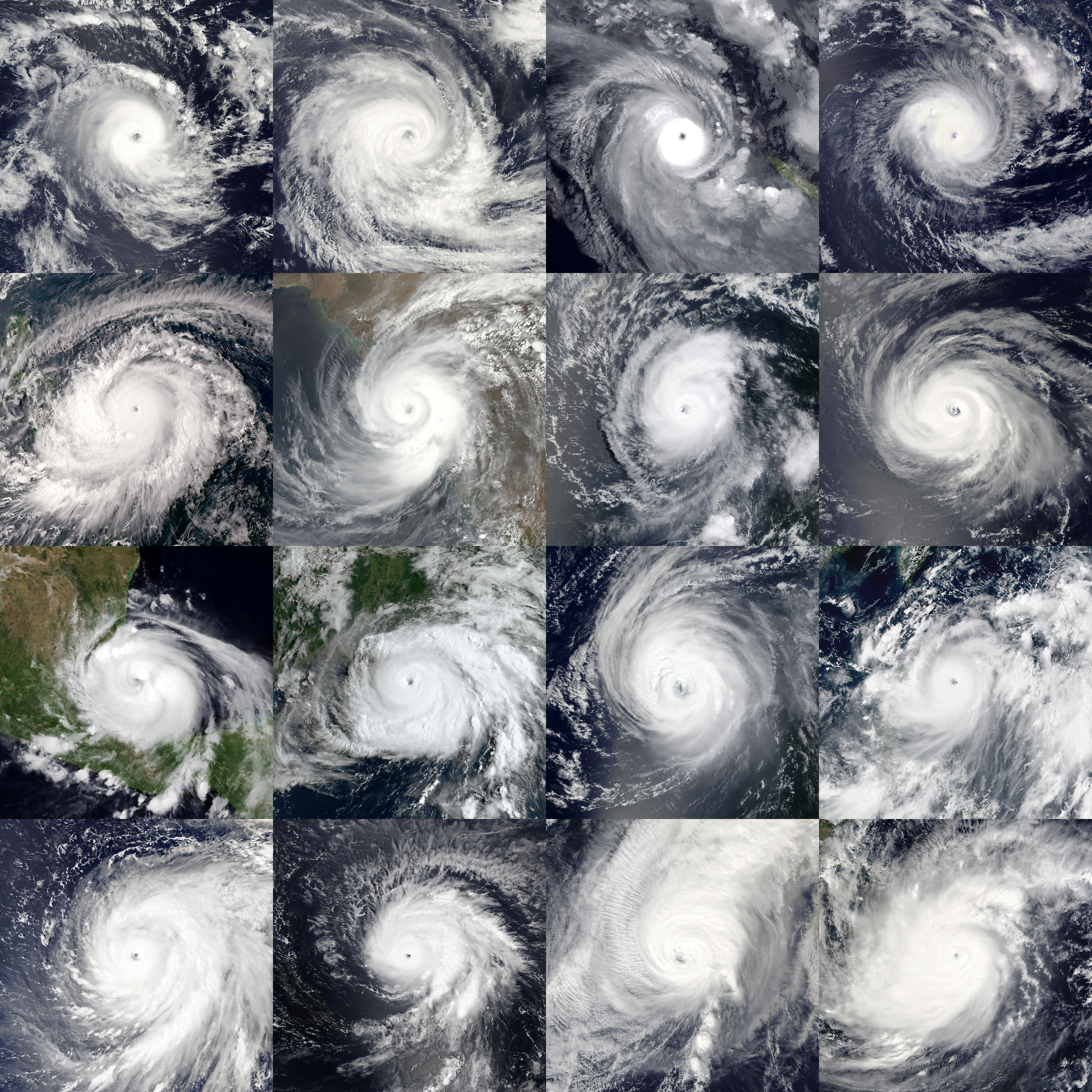
Tomados por vários satélites ao longo de 2021, estes são os 16 ciclones tropicais que alcançaram pelo menos a categoria 3 na escala Saffir-Simpson durante aquele ano, de Faraji em fevereiro a Rai em dezembro.

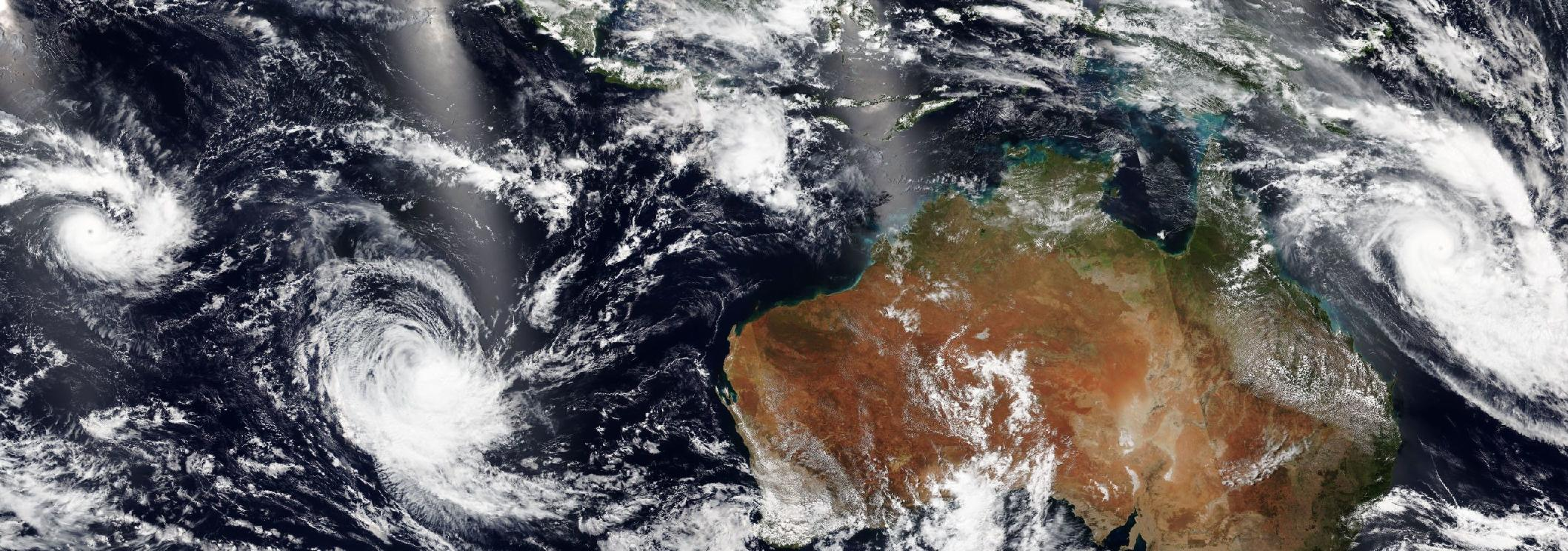
Três ciclones tropicais: Habana (esquerda), Marian (meio esquerdo) e Niran (direita) registrados juntos no hemisfério sul no dia 5 de março

Os ciclones tropicais são monitorados principalmente por um grupo de dez centros de alerta, que foram designados como Centro Meteorológico Regional Especializado (RSMC) ou Centro de Alerta de Ciclone Tropical (TCWC) pela Organização Meteorológica Mundial. Estes são o Centro Nacional de Furacões dos Estados Unidos (NHC) e o Centro de Furacões do Pacífico Central, a Agência Meteorológica do Japão (JMA), o Departamento Meteorológico da Índia (IMD), Météo-France (MFR), Badan Meteorologi da Indonésia, Klimatologi, dan Geofisika, o Australian Bureau of Meteorology (BOM), Serviço Nacional de Meteorologia de Papua Nova Guiné, a Fiji Meteorological Service (FMS), bem como MetService da Nova Zelândia. Outros centros de alerta notáveis incluem a Administração de Serviços Atmosféricos, Geofísicos e Astronômicos das Filipinas (PAGASA), o Joint Typhoon Warning Center dos Estados Unidos (JTWC) e o Centro Hidrográfico da Marinha do Brasil (CHM).

## Condições atmosféricas e hidrológicas globais
O La Niña do ano anterior persistiu em 2021, embora em março e abril tenha começado a enfraquecer. Em 13 de maio, a Administração Oceânica e Atmosférica Nacional (NOAA) avaliou que o El Niño-Oscilação Sul (ENSO) entrou em sua fase neutra. No entanto, após temperaturas mais frias do que o normal no oceano Pacífico oriental tropical, a NOAA declarou que as condições climáticas globais voltaram para La Niña em outubro.
Em dezembro de 2020 dois sistemas, a Depressão Tropical 05 e a Tempestade Tropical Severa Danilo persistiram em 2021 após se desenvolverem no sudoeste do Oceano Índico. A pandemia de COVID-19 interrompeu as respostas e a recuperação em áreas afetadas por ciclones tropicais.

## Resumo

### Oceano Atlântico Norte

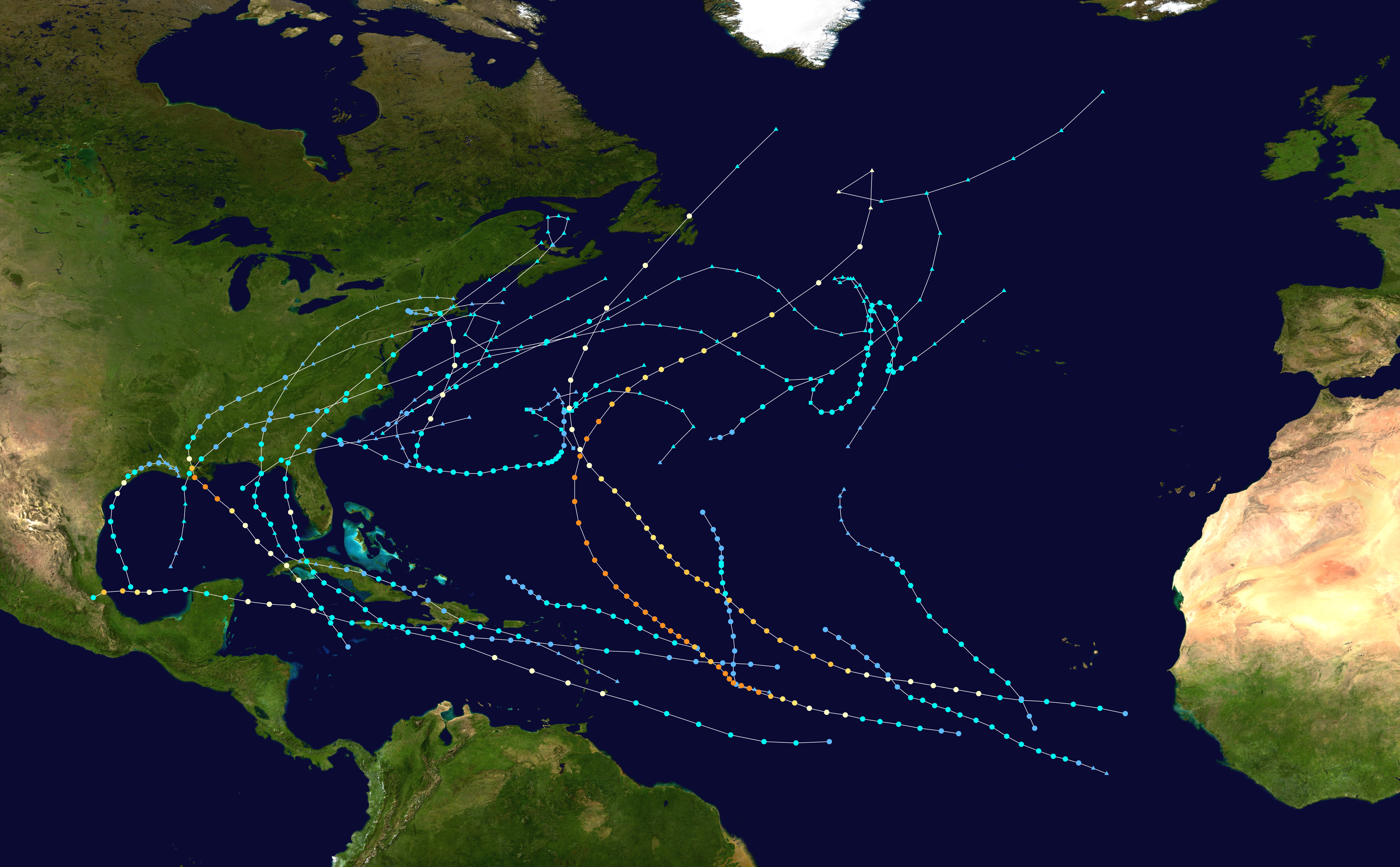
Mapa de resumo da temporada de furacões no Atlântico de 2021

Em 22 de maio, uma tempestade subtropical se formou a leste das Bermudas, com o NHC atribuindo a ela o nome de Ana. A formação de Ana marcou o sétimo ano consecutivo em que uma tempestade nomeada se formou antes da data oficial de início na bacia do Atlântico Norte. Mais tarde, em 23 de maio, Ana fez a transição para uma tempestade tropical. Logo em seguida, a tempestade encontrou condições desfavoráveis, o que resultou em sua dissipação no dia seguinte. Em 14 de junho, uma baixa não tropical ao largo da costa da Carolina do Norte rapidamente se intensificou para uma tempestade tropical, recebendo o nome de Bill pelo NHC. Em 11 de junho, uma área de baixa pressão se formou no Golfo do México. A área de baixa pressão começou a se mover em condições favoráveis, o que levou o NHC a marcar o sistema como Potencial Ciclone Tropical Três. O sistema gradualmente se intensificou em uma tempestade tropical e recebeu o nome de Claudette antes de atingir a costa da Louisiana. Em seguida, ele entrou no Oceano Atlântico em 22 de junho, antes de se dissipar na mesma noite. Em 28 de junho, uma área de baixa pressão rapidamente se intensificou na tempestade tropical Danny, apesar de estar localizada em uma área desfavorável de alta pressão. Ele atingiu a costa da Carolina do Sul e se dissipou no dia seguinte. Em 1º de julho, outra depressão tropical formou-se na Região Principal de Desenvolvimento do Atlântico (MDR), e intensificou-se ainda mais para a Tempestade Tropical Elsa na mesma noite. Elsa posteriormente se intensificou em um furacão de categoria 1 perto de Barbados. Mais tarde, ele viajou pelo Mar do Caribe quando Elsa atingiu Cuba em 5 de julho. A tempestade passou por Florida Keys na madrugada de 6 de julho. Elsa tornou-se brevemente um furacão de categoria 1 de baixo custo antes de se tornar uma tempestade tropical novamente naquela noite e continuar a enfraquecer até atingir a Flórida. Elsa continuou a enfraquecer enquanto se movia sobre a costa leste. A tempestade mais tarde tornou-se extratropical. Após um longo período de inatividade, em 11 de agosto, formou-se a Tempestade Tropical Fred. Ele atingiu o continente em Hispaniola antes de atingir o continente em Cuba e se dissipar. Fred então se reformou no dia seguinte e atingiu a costa da Flórida em 16 de agosto. Ele se dissipou em 18 de agosto. Enquanto Fred estava perto de Cuba, a tempestade tropical Grace se formou. Grace passou perto de Hispaniola e se tornou uma depressão tropical. Ele voltou a se intensificar para uma tempestade tropical, antes de se intensificar ainda mais para um furacão. Grace fez landfall sobre Yúcatan antes de cair para o status de tempestade tropical. Ele rapidamente se intensificou para um furacão de categoria 3 e atingiu a costa perto de Tampico, no México. Ele se dissipou logo depois. Enquanto Fred e Grace eram tempestades, a Tempestade Tropical Henri se formou perto das Bermudas. Depois que Fred se dissipou, Henri se tornou um furacão. Pouco antes do landfall em Rhode Island e Long Island, Henri enfraqueceu para o status de tempestade tropical. Após o desembarque, Henri se dissipou em Massachusetts. Uma depressão tropical formou-se perto de Cuba em 26 de agosto. Não muito depois, tornou-se uma tempestade tropical e foi batizada de Ida. Ida se intensificou em um furacão de categoria 1 e atingiu Cuba. Depois de voltar a entrar no mar, Ida rapidamente se intensificou para um furacão de categoria 4 e atingiu a costa da Louisiana. Ele se dissipou em 1º de setembro. Seus remanescentes produziram fortes chuvas no nordeste dos Estados Unidos. No Atlântico, a tempestade tropical Kate e Julian se formaram; no entanto, eles tiveram vida curta. No último dia de agosto, uma depressão tópica formou-se a oeste da África. O sistema acabou se tornando uma tempestade tropical e foi batizado de Larry. Larry cruzou o Atlântico com seu pico de intensidade como um furacão de categoria 3. Mais tarde, passou perto das Bermudas e acabou atingindo a Terra Nova, tornando-se o primeiro furacão a atingir a ilha desde Igor em 2010. Em setembro, a tempestade tropical Mindy se formou no Golfo do México e acabou atingindo a Flórida, causando pequenos danos. Além disso, outra tempestade tropical chamada Nicholas se formou no Golfo. Logo, tornou-se uma categoria mínima 1 e atingiu o Texas. Seus remanescentes estagnaram na Louisiana, o que interferiu no processo de recuperação dos efeitos do furacão Ida algumas semanas antes. No Atlântico, a tempestade tropical Odette se formou na costa leste dos Estados Unidos e acabou se tornando pós-tropical. Mais tarde, o Tropical Storms Peter e Rose foi formado em 19 de setembro. As tempestades foram fracas e, eventualmente, ambos os sistemas se tornaram pós-tropicais juntos em 23 de setembro. Logo, uma depressão tropical formou-se na costa da África e logo se intensificou em uma tempestade tropical que foi chamada de Sam. A tempestade acabou se transformando em furacão algumas horas depois. Sam foi um furacão de categoria 4 de longa duração e de movimento lento. Apesar de sua longa duração, Sam permaneceu no mar. Quando Sam era um furacão, um sistema se formou perto das Bermudas que se tornou a Tempestade Subtropical Teresa. No entanto, durou apenas um dia. Em 29 de setembro, a tempestade tropical Victor formou-se na latitude excepcionalmente baixa de 8,3N. No entanto, Victor teve vida curta, devido ao sistema ser prejudicado pelo forte cisalhamento do vento. Quase um mês depois que Victor se dissipou, um forte "Nor'easter", que afetou grande parte do nordeste dos Estados Unidos, evoluiu para a tempestade subtropical Wanda sobre o Atlântico Centro-Norte em 31 de outubro. A nomeação de Wanda fez da temporada de 2021 a segunda temporada consecutiva, depois do ano anterior, a ficar sem nomes na lista de nomenclatura padrão.

### Oceanos Pacífico Central e Nordeste

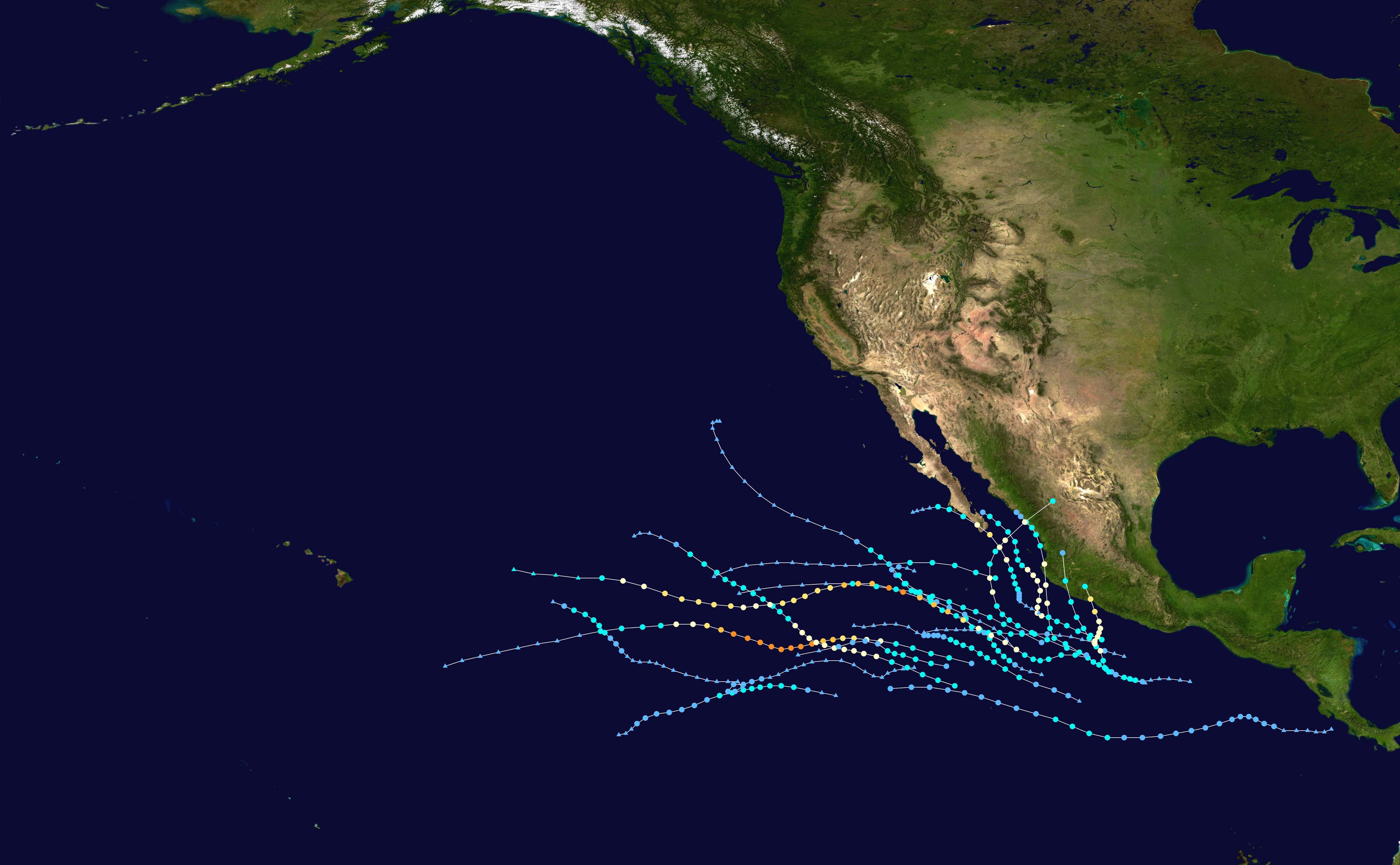
Mapa de resumo da temporada de ciclones do Pacífico nordeste de 2021

Em 9 de maio, uma depressão tropical se formou no Pacífico Oriental, com o NHC dando-lhe a designação de 01E. Poucas horas depois, tornou-se uma tempestade tropical, recebendo o nome de Andrés ; Andres foi a primeira tempestade nomeada no Pacífico Oriental que se formou a leste de 140° W, tendo se formado 12 horas antes do detentor do recorde anterior. A tempestade permaneceu fraca e se dissipou em 11 de maio, quando encontrou forte cisalhamento do vento. Suas faixas externas causaram chuvas moderadas em todo o México. No final de maio, outra depressão tropical se formou e mais tarde foi chamada de Blanca, pois se tornou uma tempestade tropical. No entanto, ele se dissipou em 4 de junho devido às condições hostis. Em 2 de junho, esperava-se que uma área de baixa pressão se transformasse em depressão tropical, porém as condições desfavoráveis impediram seu progresso e o NHC parou de monitorar o sistema. Em 10 de junho, a área de baixa pressão voltou a se organizar em condições favoráveis e, em 12 de junho, o NHC a designou como 03E. Seis horas depois, intensificou-se para uma tempestade tropical e recebeu o nome de Carlos. Em 14 de junho, Carlos enfraqueceu para uma depressão tropical à medida que se tornava cada vez mais desprovido de qualquer convecção. Em 15 de junho, um amplo sistema de baixa pressão formou-se a vários quilômetros da costa do sudoeste do México. A baixa se organizou gradativamente e, em 18 de junho, foi elevada para depressão tropical, recebendo a designação de 04E. No mesmo dia, intensificou-se ainda mais para uma tempestade tropical e recebeu o nome de Dolores. Dolores atingiu a costa sudoeste do México e enfraqueceu rapidamente em uma baixa remanescente em 20 de junho. Cinco dias depois, a tempestade tropical Enrique se formou no mesmo local e rapidamente se intensificou em um furacão no dia seguinte, tornando-se o primeiro furacão da temporada. Suas faixas externas trouxeram fortes chuvas e deslizamentos de terra nos mesmos lugares no México onde a tempestade tropical Dolores afetou anteriormente. Em 30 de junho, a tempestade enfraqueceu para uma área de baixa pressão devido às condições desfavoráveis no Golfo da Califórnia e atingiu a península da Baja Califórnia, dissipando-se logo em seguida. Em 14 de julho, uma depressão tropical se formou, não muito tempo depois, foi batizada de Felicia. Felicia começou a se intensificar. A tempestade transformou-se em furacão no dia seguinte. Mais tarde naquele dia, Felicia se tornou um furacão de categoria 2. No dia seguinte, a tempestade se tornou um grande furacão de categoria 3. A tempestade se intensificou até se tornar um furacão de categoria 4 mais tarde naquele dia. A tempestade parou de se intensificar até que Felicia se intensificou para 145 mph no dia seguinte. A Depressão Tropical 07E formou-se no mesmo dia e intensificou-se na Tempestade Tropical Guillermo. Um par de depressões tropicais se formou em 30 de julho, uma das quais se intensificou na tempestade tropical Hilda. A outra depressão tropical se dissipou, mas alguns dias depois, se reformou e mais tarde se tornou a tempestade tropical Jimena. Em 7 de agosto, uma depressão tropical se formou e, mais tarde naquele dia, intensificou-se para a tempestade tropical Kevin. Outra depressão formou-se alguns dias depois e tornou-se o furacão Linda. Linda se intensificou em um furacão de categoria 4 e se dissipou em 20 de agosto. Depois de um tempo, os resquícios do furacão Grace do Atlântico formaram a tempestade tropical Marty; Marty teve vida curta. No dia seguinte à dissipação de Marty, formou-se uma depressão tropical. Ela se intensificou em uma tempestade tropical e foi chamada de Nora. O Nora atingiu o pico como um furacão de categoria 1 e se dissipou em 30 de agosto. Em 7 de setembro, formou-se uma depressão tropical. Tornou-se uma tempestade tropical e recebeu o nome de Olaf. Olaf alcançou o status de Categoria 2, atingiu a costa da Península da Califórnia e se dissipou em 11 de setembro. Depois de Olaf, o resto de setembro permaneceu tranquilo. Em 10 de outubro, a tempestade tropical Pamela se formou na costa sul de Zihuatanejo, no México. Pamela mais tarde se tornou um furacão mínimo de categoria 1 e atingiu Sinaloa no México. Quase uma semana depois, outra tempestade chamada Rick se formou e rapidamente se intensificou em um furacão. A tempestade atingiu a costa perto de Lázaro Cárdenas, no México. No mês de novembro, as tormentas Terry e Sandra se formaram no mesmo dia, sendo Sandra com vida mais curta, mesmo tendo se intensificado primeiro e ser chamada de 17E pela NOAA.

### Oceano Pacífico Noroeste

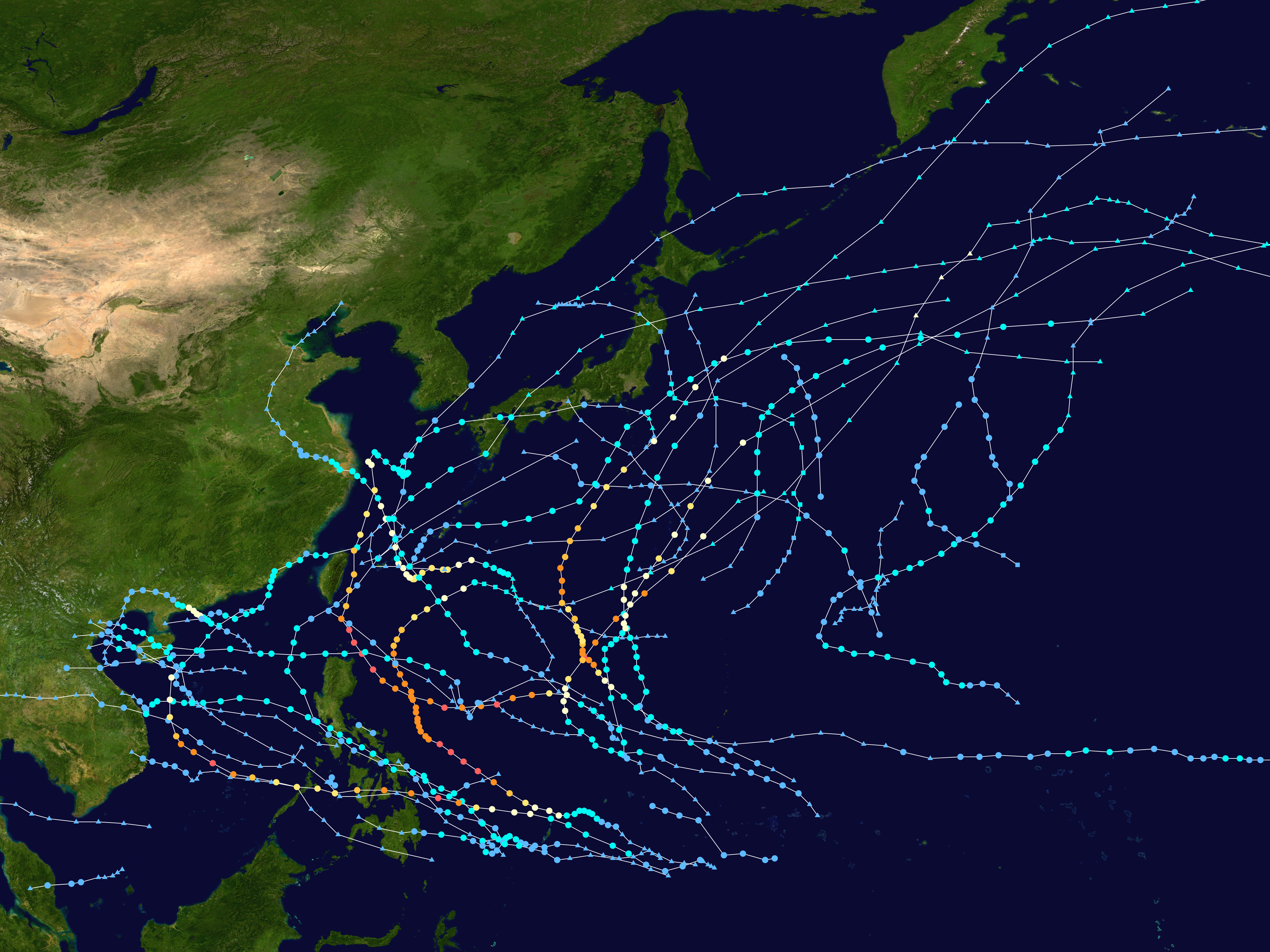
Mapa de resumo da temporada de tufões do Pacífico de 2021

Em 19 de janeiro, uma depressão tropical se formou, tornando-se o primeiro ciclone tropical do ano no Hemisfério Norte e da temporada de tufões de 2021 no Pacífico. Isso causou danos menores às Filipinas. Em 16 de fevereiro, outro sistema foi formado, com a PAGASA dando-lhe o nome de Auring e o JTWC designando o sistema como 01W. Em 17 de fevereiro, foi batizada de Dujuan pela JMA. Depois de passar por Palau, causou pequenos danos às Filipinas antes de se dissipar em 22 de fevereiro. Em 14 de março, uma depressão tropical se formou perto do mar de Sulu, embora tenha durado pouco e rapidamente degenerou em uma área de baixa pressão. Em 12 de abril, formou-se uma depressão tropical ao sul de Woleai e, no dia seguinte, o JMA a transformou em tempestade tropical, dando-lhe o nome de Surigae. Em 16 de abril, recebeu o nome de Bising pelo PAGASA ao entrar na Área de Responsabilidade das Filipinas. Surigae passou por uma rápida intensificação, tornando-se o mais forte ciclone tropical a se formar antes de maio no Hemisfério Norte. Depois de trazer graves danos às Filipinas, fez a transição para um ciclone extratropical em 24 de abril e se dissipou em 30 de abril. Em 12 de maio, o JTWC começou a rastrear uma depressão tropical, dando-lhe a designação 03W com o PAGASA atribuindo-lhe o nome local de Crising. Ele atingiu as Filipinas como uma fraca tempestade tropical; no entanto, os danos foram mínimos devido ao pequeno tamanho da tempestade. Duas depressões tropicais se formaram perto de Palau em 29 e 30 de maio, respectivamente, com a primeira recebendo o nome de Choi-wan pelo JMA. Choi-wan mudou-se pelas Filipinas antes de se fundir com a frente de Meiyu em 4 de junho. Após um intervalo de uma semana em 11 de junho, outra depressão tropical se formou sobre o Mar da China Meridional e se intensificou ainda mais para uma tempestade tropical chamada Koguma. No entanto, teve vida curta e atingiu a nação do Vietnã no dia seguinte e logo se dissipou depois disso. Após 10 dias em 21 de junho, a Tempestade Tropical Champi se formou. Como uma depressão tropical, afetou as Ilhas Marianas e Guam antes de se intensificar em um tufão fraco. Tornou-se extratropical em 27 de junho. Uma depressão tropical com seu nome filipino, Emong, formou-se a algumas centenas de quilômetros da China continental. A tempestade continuou sendo uma depressão tropical e depois se dissipou. Outra depressão tropical se formou perto do Vietnã alguns dias depois, a tempestade mais tarde atingiu o país como uma fraca depressão tropical. Uma depressão tropical formou-se no final do mês com o nome filipino Fabian, posteriormente intensificando-se para uma tempestade tropical com o JMA dando-lhe o nome de In-fa. Posteriormente, o In-fa intensificou-se para um tufão, atingiu várias terras na China e se dissipou em 31 de julho. Enquanto isso, Cempaka se formou no Mar da China Meridional e atingiu o sul da China e o Vietnã, causando danos moderados. Mais tarde, a tempestade tropical Nepartak atingiu a prefeitura de Miyagi, no Japão. O sistema atrapalhou os atuais Jogos Olímpicos de Verão realizados no Japão. Nepartak também foi a primeira tempestade tropical a atingir Miyagi desde o início dos registros em 1951. No final de julho, as atividades explodiram com a formação de 8 sistemas em uma semana, no entanto, 5 deles foram bastante fracos e se dissiparam sem se tornarem tempestades tropicais. Os 3 restantes foram nomeados Lupit, Nida e Mirinae. Lupit afetou a maior parte do Leste Asiático enquanto Nida e Mirinae se aproximaram do Japão, mas permaneceram longe da terra. Mais tarde, uma onda tropical do Pacífico Central percorreu uma longa distância e se tornou uma tempestade tropical sobre o mar das Filipinas, que foi batizada de Omais (Isang). Omais causou danos menores às Ilhas Ryukyu e à Coreia do Sul. Depois de Omais, o resto de agosto permaneceu tranquilo quando Conson se formou na costa das Filipinas e se tornou um tufão em menos de 24 horas. Conson atingiu as Filipinas e o Vietnã, causando graves danos. Então, Chanthu se formou e se tornou o segundo supertufão da temporada. Chanthu então rumou para o Mar da China Oriental, onde o sistema enfraqueceu e parou. Posteriormente, atingiu a costa de Kyushu, no Japão, e se dissipou ao sul do país. Em 21 de setembro, dois novos sistemas foram formados e foram denominados Dianmu e Mindulle. Dianmu foi para o Vietnã, onde atingiu o continente. Enquanto isso, seguindo Chanthu, Mindulle rapidamente se intensificou no terceiro supertufão da temporada. Mindulle se enfraqueceu e se fortaleceu várias vezes devido ao ar frio e seco e às baixas temperaturas da superfície do mar. Mindulle finalmente passou pelas Ilhas Izu, no Japão, causando danos menores. No início de outubro, a tempestade tropical Lionrock formou-se a leste das Filipinas e atingiu a ilha chinesa de Hainan. Logo, duas depressões tropicais chamadas Maring e Nando se formaram. No entanto, as duas tempestades eventualmente se fundiram na Tempestade Tropical Kompasu devido às tempestades estarem próximas uma da outra. Kompasu então se intensificou próximo à força do tufão e afetou a mesma área onde Lionrock havia atingido. A tempestade causou graves danos. Mais tarde, outra depressão tropical se formou perto da Ilha Wake, que acabou sendo chamada de Namtheun. Namtheun, entretanto, ficou longe de qualquer massa de terra e se tornou um ciclone extratropical. Em 23 de outubro, uma depressão tropical se formou perto de Guam, que na época era chamada de Malou. Malou atingiu seu pico como um tufão de categoria 2, mas não afetou nenhuma terra. Um dia após a formação de Malou, outra depressão tropical se formou perto das Filipinas e do JTWC, designando o sistema como 26W. A tempestade então atingiu o Vietnã e se dissipou. Em novembro, Nyatoh foi a única tempestade formada do mês e se formou a sudeste de Guam. Inesperadamente se intensificou para um supertufão de categoria 4 devido à interação do jato, no entanto, durou pouco e a JMA declarou que a tempestade se tornou um remanescente baixo. Em dezembro, o tufão Rai se formou muito tarde durante a temporada e atingiu Palau, causando severa destruição nas Filipinas. Rai também se tornou um supertufão de categoria 5 duas vezes perto das Filipinas e no Mar da China Meridional. Rai se tornou o primeiro supertufão de categoria 5 desde Nock-ten a se formar no mês de dezembro. Foi também o primeiro supertufão de Categoria 5 registrado no Mar da China Meridional, sendo o Pamela em 1954 e o Rammasun em 2014. Além disso, uma depressão tropical classificada como 29W formou-se perto do equador no Mar da China Meridional. A depressão então atingiu a Malásia, inundando alguns estados do país.

### Oceano Índico Norte

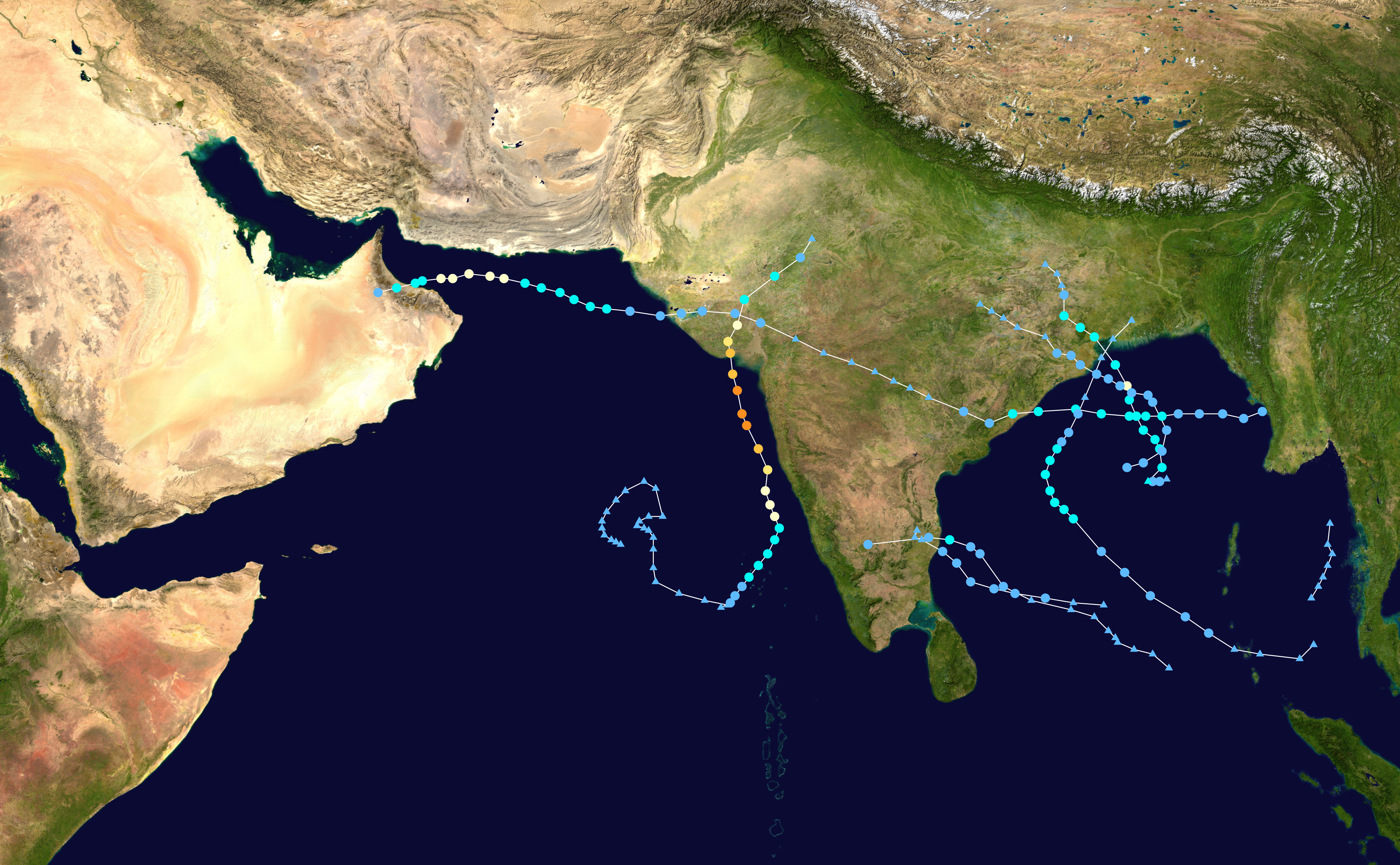
Mapa da temporada de ciclones do Norte do Oceano Índico de 2021

Em 2 de abril, uma depressão tropical se formou no norte do Mar de Andamão, perto da costa de Myanmar. Porém, durou pouco, dissipando-se no dia seguinte. Foi o quarto sistema a se formar nos primeiros quinze dias de abril desde o início da era dos satélites em 1960. A formação durante este período é considerada rara, uma vez que a primeira tempestade de uma estação geralmente se forma em meados de abril ou maio. Um mês depois, em 14 de maio, outra depressão tropical se formou no Mar da Arábia. Mais tarde naquele dia, intensificou-se para uma tempestade ciclônica, recebendo o nome de Tauktae pelo IMD. Ela se intensificou para uma tempestade ciclônica extremamente severa e atingiu Gujarat. Dez dias depois, outra depressão tropical se formou na Baía de Bengala em 23 de maio, antes de se transformar em uma tempestade ciclônica e receber o nome de Yaas. Ela se intensificou rapidamente para uma tempestade ciclônica muito severa e atingiu a costa de Odisha. Ambas as tempestades causaram perdas consideráveis de vidas e danos. Em 12 de setembro, após um longo período de inatividade, o BOB 03 foi formado. BOB 03 intensificou-se para uma depressão profunda, antes de atingir a Índia. Ele se dissipou em 15 de setembro. Em 24 de setembro, uma depressão tropical se formou na Baía de Bengala. Foi designado BOB 04 pelo IMD. Nos dois dias seguintes, intensificou-se para uma tempestade ciclônica e foi batizada de Gulab. Chegou à Índia. Mais tarde, os remanescentes de Gulab voltaram a se intensificar em Shaheen no Mar da Arábia. Shaheen entrou no Golfo de Omã, onde se tornou uma tempestade ciclônica severa. No entanto, ele lutou para se intensificar ainda mais, devido à falta de convecção. Shaheen finalmente atingiu a costa perto de Al Suwaiq, na governadoria de Al Batinah North, em Omã. Shaheen se tornou o primeiro ciclone a atingir o país desde o ciclone Hikaa em 2019. Foi também o primeiro ciclone a entrar no Golfo de Omã desde o ciclone Gonu em 2007. Em 7 de novembro, ARB 03 foi formado. Permaneceu no mar e se dissipou dois dias depois. Em 10 de novembro, formou-se uma depressão tropical. Foi designado BOB 05 pelo IMD. Durou pouco, dissipando-se dois dias depois. No entanto, essa depressão causou graves inundações em Tamil Nadu e Andhra Pradesh.

### Oceano Índico Sudoeste

#### Janeiro - junho

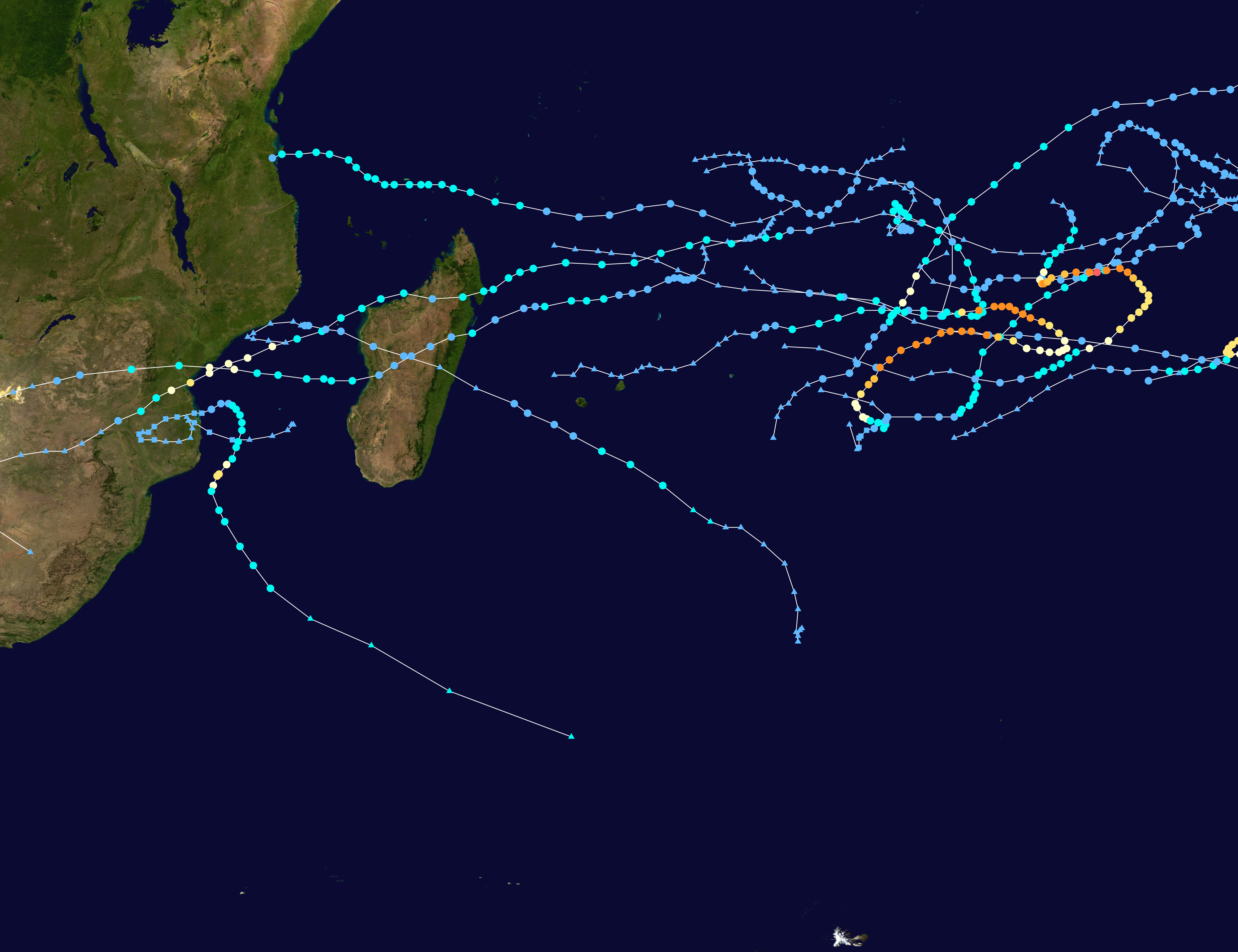
Temporada de ciclones do sudoeste do Oceano Índico de 2020–21

A partir da temporada de 2020, dois sistemas entraram na temporada de 2021 depois de terem se formado no ano anterior. Os sistemas eram Danilo, que atingiu o pico como uma tempestade tropical severa de ponta e passou brevemente perto das Ilhas Mascarenhas, e uma depressão tropical designada como 05I que entrou na bacia do Sudoeste do Oceano Índico em 28 de dezembro, causando um efeito Fujiwhara com Danilo antes dissipando em 3 de janeiro. Na temporada de 2021, um distúrbio tropical se formou no sudoeste do Oceano Índico, que se intensificou em uma tempestade tropical, recebendo o nome de Eloise. Depois de fazer landfall em Madagascar, rapidamente se intensificou em um ciclone tropical no Canal de Moçambique antes de fazer um segundo landfall na Beira. Seus remanescentes afetaram o Zimbábue, Eswatini e a África do Sul. Joshua entrou na bacia da região australiana no mesmo dia. Em 27 de janeiro, 10U da região australiana entrou na bacia e foi designado como Depressão Tropical 09I antes de se dissipar rapidamente depois disso.
Em 4 de fevereiro, uma depressão tropical se formou e se intensificou em um ciclone tropical chamado Faraji, que se intensificou ainda mais no primeiro ciclone tropical intenso e muito intenso da temporada. Em 10 de fevereiro, uma depressão subtropical intensificou-se em um ciclone tropical, sendo denominado Guambe e atingindo o pico como um ciclone tropical equivalente de Categoria 2. Em 1º de março, Marian entrou brevemente na bacia antes de sair da bacia no dia seguinte. Em 2 de março, dois distúrbios tropicais se formaram, e ambos se intensificaram, recebendo os nomes de Habana e Iman, respectivamente. Enquanto Iman atingiu o pico como uma tempestade tropical moderada e depois se dissipou, Habana continuou a se intensificar e se tornou o segundo ciclone tropical intenso da temporada. Após um curto período de inatividade, uma depressão tropical designada como 15I se formou em 25 de março, embora tenha permanecido fraca e se dissipou em 28 de março.

Em 10 de abril, uma área de baixa pressão se formou, mas devido às condições desfavoráveis, o desenvolvimento foi limitado. Em 19 de abril, a área de baixa pressão intensificou-se para uma depressão tropical. A depressão tropical se intensificou em breve em uma tempestade tropical moderada que ganhou o nome de Jobo. Em seguida, intensificou-se rapidamente para um ciclone tropical antes de enfraquecer devido a um aumento no cisalhamento do vento, dissipando-se em 24 de abril. Seu remanescente atingiu a Tanzânia, causando poucos danos à área.

### Região australiana

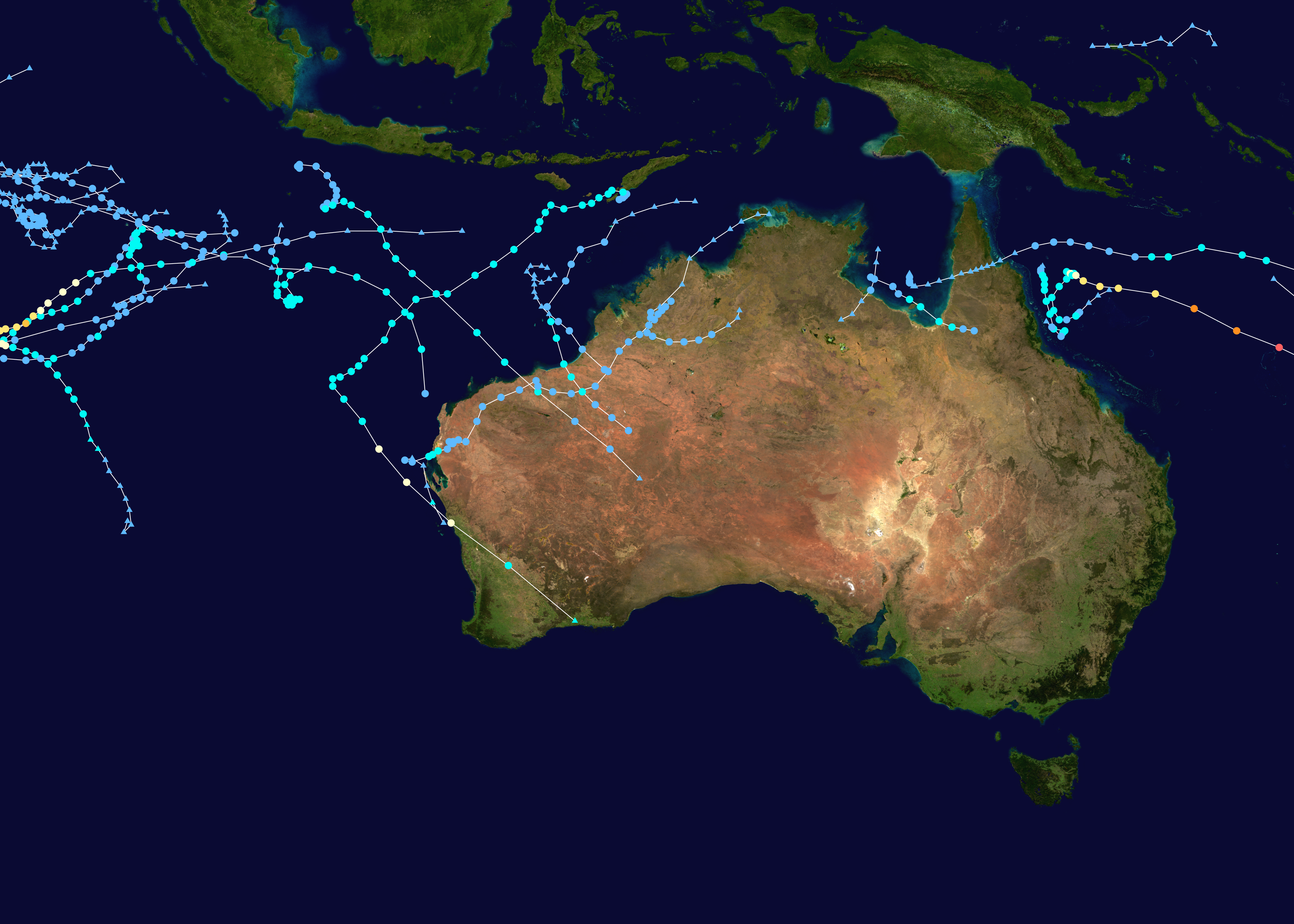
Mapa de resumo da temporada de ciclones da região australiana de 2020–21

#### Janeiro - junho
No início da temporada de 2021, uma nova baixa tropical se formou na região australiana perto do Território do Norte da Austrália, que se intensificou ainda mais no primeiro ciclone denominado de 2021, recebendo o nome de Imogen antes de atingir o extremo norte de Queensland. Outra baixa tropical se formou a nordeste das Ilhas Cocos que durou cinco dias e se dissipou em 10 de janeiro. Joshua formou-se em 13 de janeiro e cruzou para a bacia do sudoeste do Oceano Índico quatro dias depois. Uma nova baixa tropical se formou em 16 de janeiro perto de Queensland, que se intensificou em um ciclone chamado Kimi no dia seguinte. Quatro baixas tropicais adicionais se formaram após Kimi, das quais uma conseguiu se intensificar no ciclone tropical Lucas antes de cruzar para a bacia do Pacífico Sul em 3 de fevereiro, enquanto as outras três tiveram efeitos menores na terra.
No mês de fevereiro, formaram-se quatro distúrbios tropicais, dos quais dois foram nomeados, recebendo os nomes de Marian e Niran, respectivamente. Marian se formou em 23 de fevereiro e rapidamente se intensificou em um ciclone tropical severo de categoria 3 na escala australiana. Ele entrou brevemente na área de responsabilidade do MFR entre 1° de março e 2 de março antes de voltar a entrar na bacia em 3 de março, onde atingiu o pico como um ciclone tropical severo de categoria 4 na escala australiana. Niran se formou em 27 de fevereiro e também se intensificou rapidamente, atingindo o pico como um ciclone tropical severo de categoria 5. Embora tenha permanecido no mar, sua câmera lenta causou danos às plantações de banana em Queensland. Niran saiu da bacia em 5 de março. Em março, três baixas tropicais se desenvolveram, embora não se intensificassem em ciclones tropicais.

No mês de abril, quatro sistemas foram formados, com dois sendo nomeados Seroja por TCWC Jakarta e Odette por BoM. Os dois sistemas se engajaram em uma interação Fujiwhara, com Seroja eventualmente absorvendo Odette. O primeiro iria intensificar e atingir a Austrália como um ciclone tropical severo de categoria 3. Em 9 de abril, uma baixa tropical se formou na costa leste da Austrália e saiu rapidamente no mesmo dia. Em 23 de abril, uma baixa tropical no final da temporada formou-se a leste do Mar de Arafura. Em 31 de maio, uma baixa tropical muito rara formou-se perto das Ilhas Cocos e dissipou-se sem qualquer intensificação significativa em 4 de junho.

#### Julho - dezembro

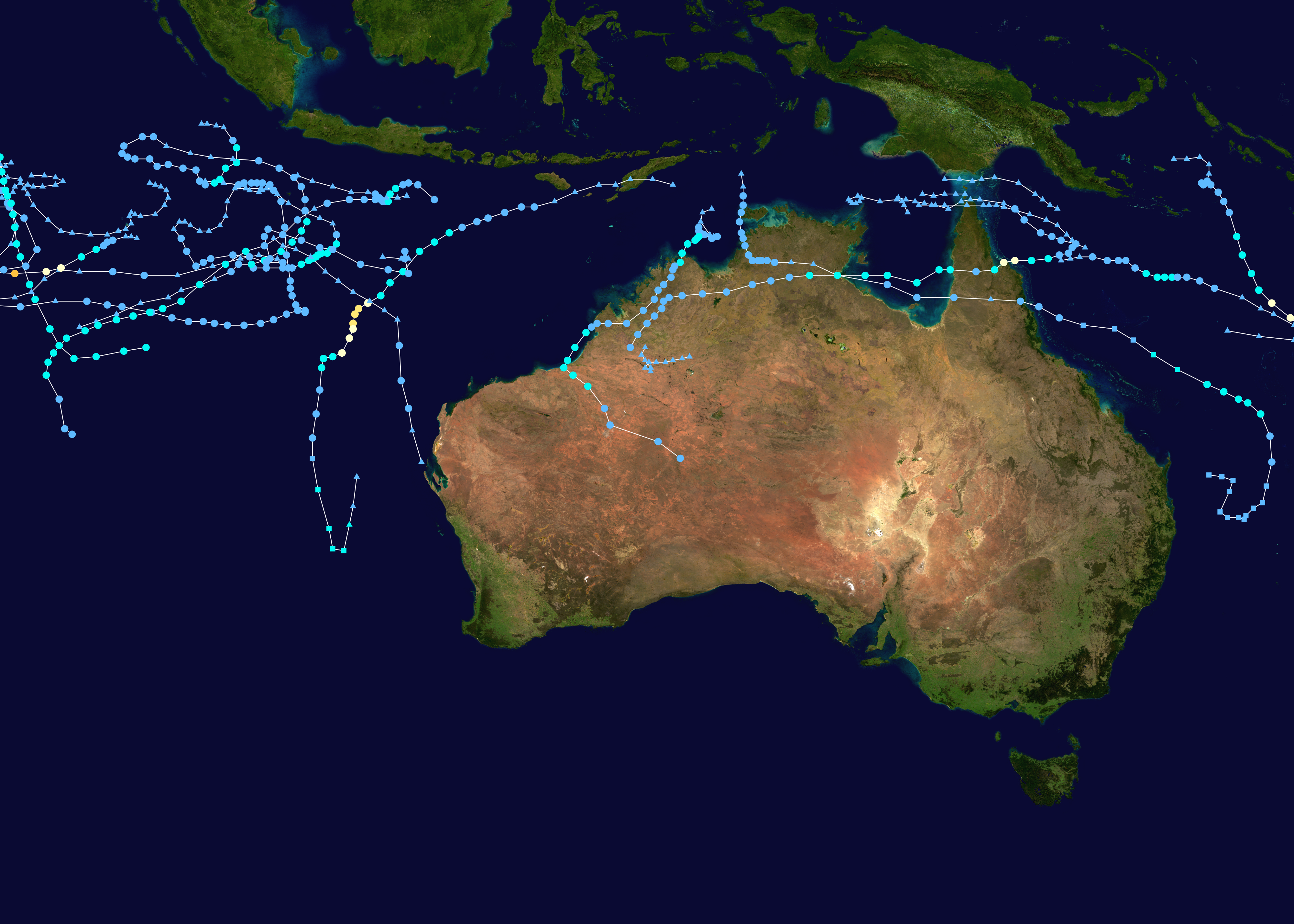
Mapa de resumo da temporada de ciclones da região australiana de 2021–2022

Em 10 de novembro, uma baixa tropical se formou perto da ilha de Sumatra. No entanto, a tempestade se dissipou alguns dias depois. Em 17 de novembro, outra baixa se formou e se transformou em Paddy. Seguindo Paddy, outra depressão se formou perto das Ilhas Cocos antes de sair da bacia. Em 29 de novembro, o ciclone tropical Teratai formou-se ao sul da Ilha de Java, no entanto, o ciclone lutou para se desenvolver devido à falta de vazão suficiente. Uma baixa tropical se transformou no ciclone Ruby no dia 10 de dezembro, porém ele saiu da bacia 3 dias depois. Um ciclone tropical de categoria 2 foi detectado e ficou nomeado Seth pelo BOM. Foi o penúltimo a se dissipar sendo registrado em 2021.

### Oceano Pacífico Sul

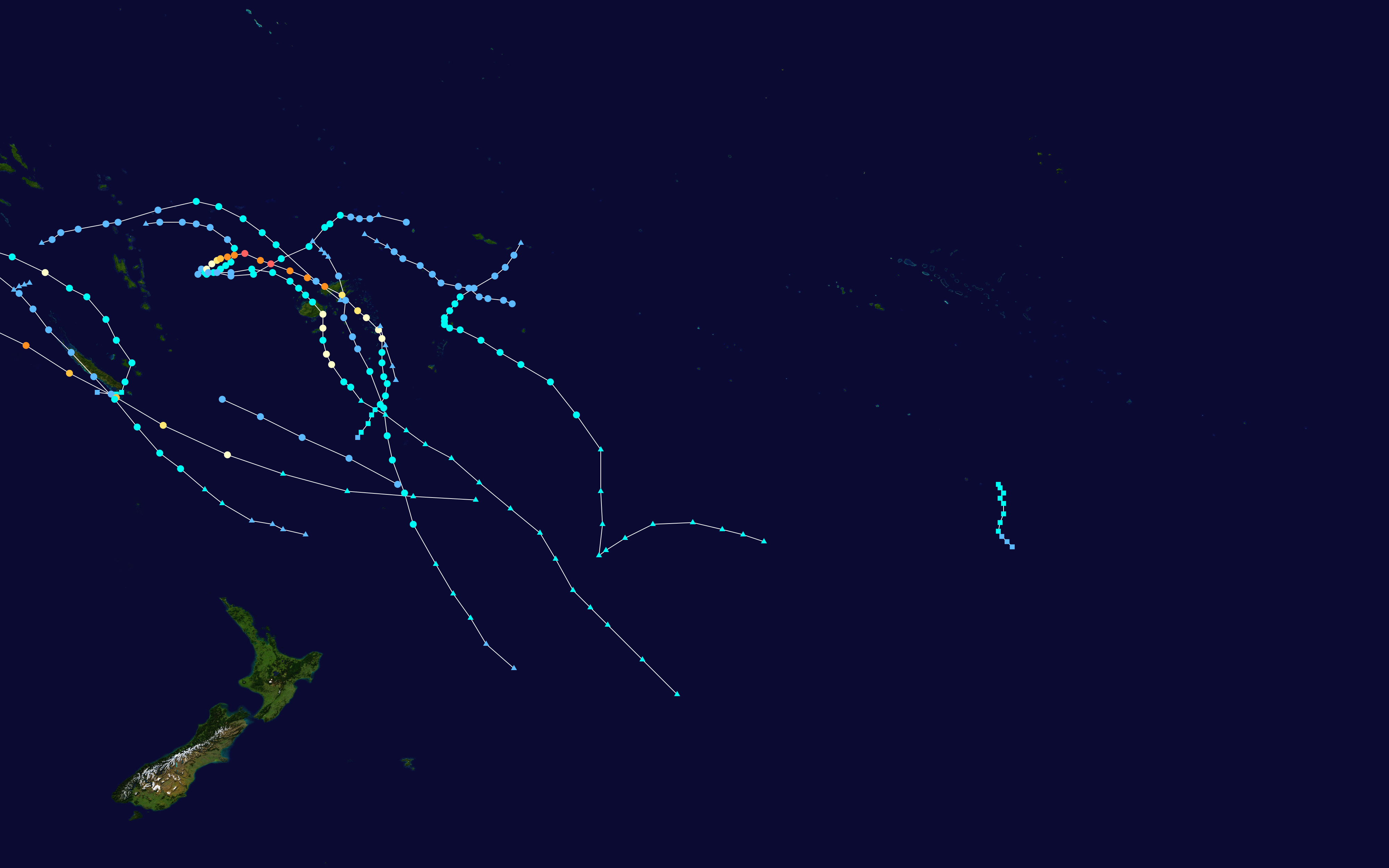
Mapa de resumo da temporada de ciclones do Pacífico Sul de 2020–21

#### Janeiro - junho
Em janeiro de 2021, quatro distúrbios tropicais se formaram no Pacífico Sul, todos os quatro intensificando-se em depressões tropicais, com Ana e Bina se intensificando em ciclones tropicais. Em 1º de fevereiro, Lucas entrou da região australiana e afetou a Nova Caledônia e Vanuatu. Uma depressão tropical designada como 09F formou-se em 7 de fevereiro, antes de ser transformada em tempestade tropical pelo JTWC. No entanto, acelerou para o sul e tornou-se extratropical em 11 de fevereiro. Outra depressão tropical designada como 10F se formou em 22 de fevereiro, antes de se dissipar em 24 de fevereiro. Niran entrou na bacia em 5 de março e causou extensos danos na Nova Caledônia antes de acelerar para o sudeste enquanto fazia a transição para um ciclone extratropical. Em 5 de março, uma depressão tropical de curta duração designada como 11F existiu de 5 a 6 de março. Em 9 de abril, uma depressão tropical designada como 13F entrou na bacia, no entanto, se dissipou em 11 de abril sem se intensificar em um ciclone tropical.

#### Julho - dezembro

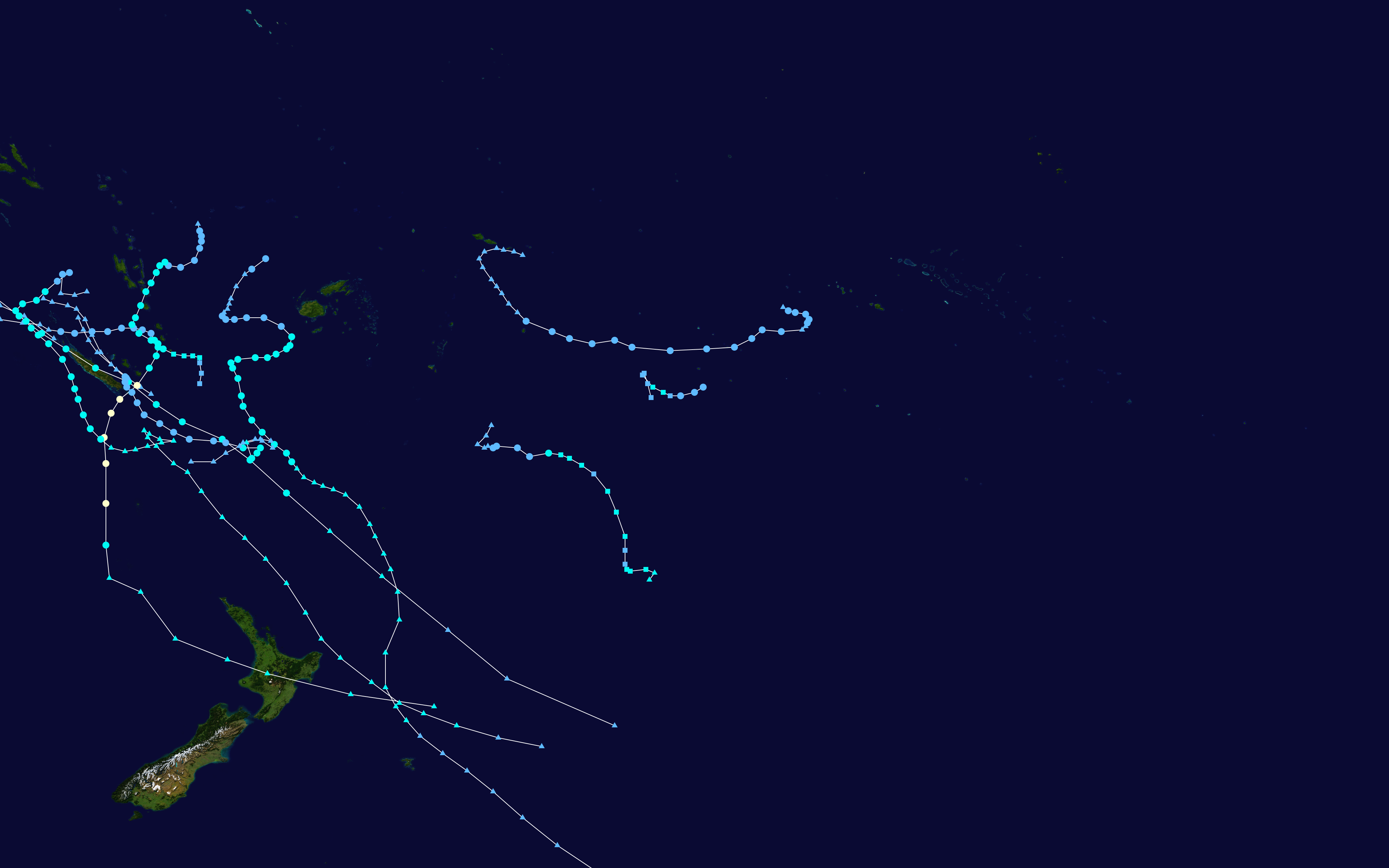
Mapa de resumo da temporada de ciclones do Pacífico Sul de 2021–22

A temporada começou quando o ciclone Ruby saiu da bacia australiana e entrou na área de responsabilidade de Fiji na categoria 2 e fez landfall na Nova Caledônia.

### Oceano Atlântico Sul
Em 6 de fevereiro, um sistema fraco designado não oficialmente como 01Q foi brevemente rastreado pela NOAA. O sistema se formou e se dissipou no mesmo dia sem ser monitorado pela Marinha do Brasil. Outro sistema se formou em 14 de fevereiro próximo ao Rio Grande do Sul, sendo designado como depressão subtropical pela Marinha do Brasil. Em 19 de abril, uma depressão subtropical se formou, embora seu precursor tenha se formado na costa do Rio de Janeiro. No dia 20 de abril a depressão subtropical ganhou força e foi classificada como tempestade subtropical pela Marinha do Brasil, recebendo o nome de Potira. Trouxe ventos fortes para Copacabana, além de causar estragos em Balneário Camboriú.e em Florianópolis. Em 28 de junho, um ciclone extratropical no Uruguai transitou para uma depressão subtropical na noite do mesmo dia, recebendo a designação de Invest 1N pela NOAA. Um dia depois, a tempestade tornou-se subtropical. Em 29 de junho, quando a tempestade subtropical entrou no território marítimo brasileiro, a Marinha do Brasil deu-lhe o nome de Raoni. A tormenta foi a responsável por causar uma severa onda de frio no Brasil. Em 10 de dezembro, um ciclone subtropical evoluiu para depressão subtropical e na manhã do mesmo dia transformou-se em tempestade subtropical, denominada Ubá pela Marinha do Brasil. A tormenta foi a responsável por provocar chuvas intensas e destruição e mortes no sul da Bahia e no leste de Minas Gerais.

### Mar Mediterrâneo
Dois ciclones raros se formaram no mar Mediterrâneo em 2021: o ciclone Apollo, que foi extremanente mortal, e a tempestade Blas.

## Sistemas

### Janeiro

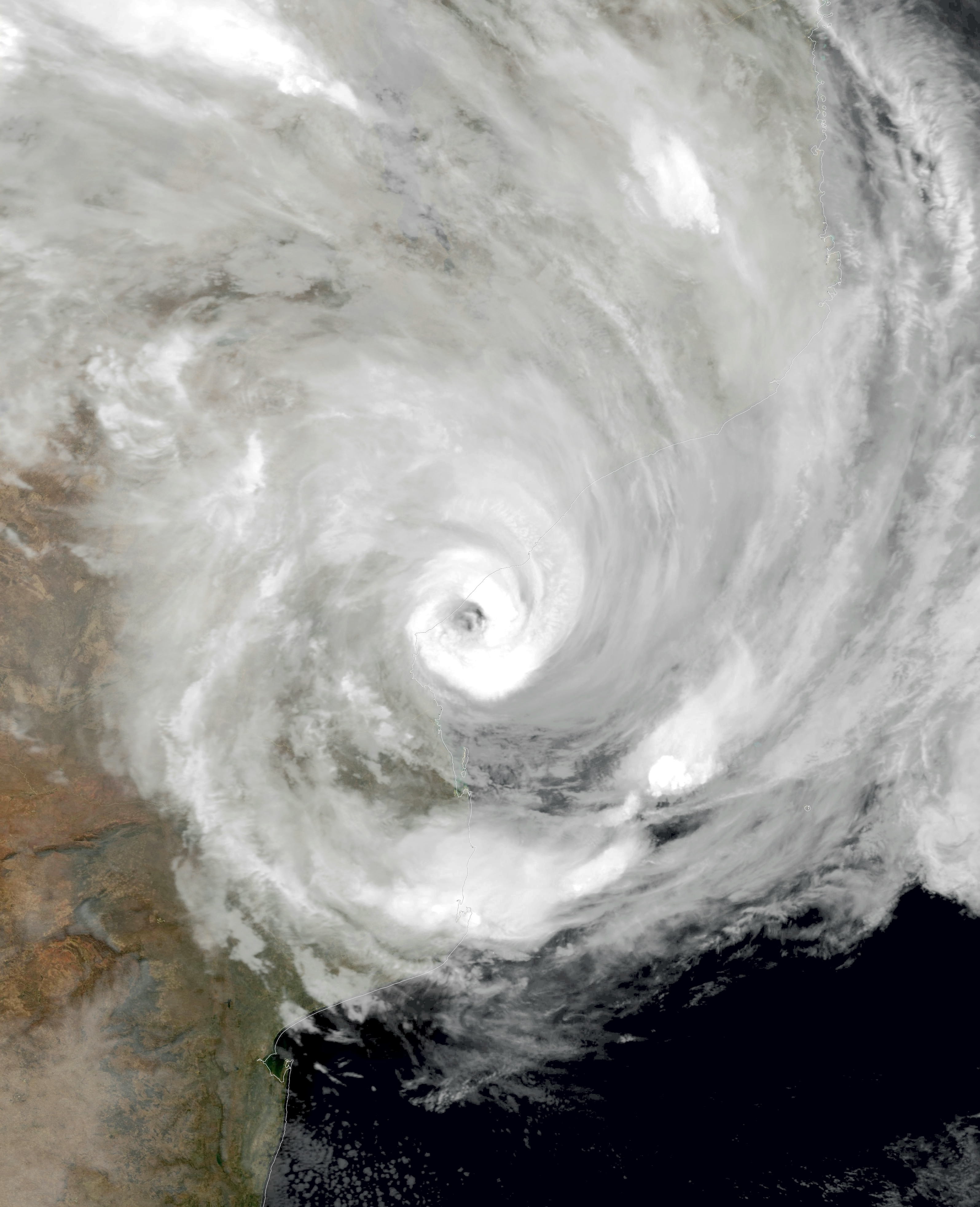
Ciclone Eloise

Janeiro foi anormalmente acima da média, com quatorze ciclones tropicais se formando e sete sendo nomeados. Antes disso, dois sistemas entraram na temporada de 2021 após terem se formado no ano anterior. Danilo foi um dos sistemas que cruzou, tendo seu pico como uma forte tempestade tropical e passando brevemente perto das Ilhas Mascarenhas. Uma depressão tropical designada como 05 entrou na bacia do Sudoeste do Oceano Índico em 28 de dezembro e causou uma breve interação com Danilo antes de se dissipar em 3 de janeiro. Na região australiana, o ciclone Imogen se formou em 1º de janeiro e afetou o extremo norte de Queensland, causando danos mínimos à área. Depois de Imogen, o ciclone Joshua, o ciclone Kimi e o ciclone Lucas se desenvolveram, com Joshua mais tarde entrando no sudoeste do Oceano Índico em 17 de janeiro. Kimi ameaçou atingir a costa de Queensland, mas enfraqueceu repentinamente devido ao cisalhamento inesperado do vento, permanecendo apenas no mar. Lucas se formou em 25 de janeiro e entrou na bacia do Pacífico Sul em 1º de fevereiro. Além disso, quatro baixas tropicais se formaram na bacia, das quais um sistema entrou na bacia do Sudoeste do Oceano Índico. No sudoeste do Oceano Índico, o ciclone Eloise se formou e atingiu o continente em Madagascar como uma forte tempestade tropical. Intensificou-se rapidamente ao longo do Canal de Moçambique e tornou-se a tempestade mais forte do mês, pouco antes de atingir Moçambique, com seus remanescentes entrando no Zimbábue, Eswatini e África do Sul. No Pacífico Sul, formaram-se duas depressões tropicais, às quais posteriormente foram atribuídos os nomes Ana e Bina, ambas afetaram Fiji e Vanuatu. No Pacífico Oeste, formou-se uma depressão tropical, que se tornou o primeiro ciclone tropical do Hemisfério Norte em 2021 e também marcou o início da temporada de tufões do Pacífico de 2021.
| Nome da tempestade | Datas ativas                   | Vento máximo km/h (mph) | Pressão (hPa) | Áreas afetadas                                                     | Dano (USD)     | Mortes | Refs   |
| ------------------ | ------------------------------ | ----------------------- | ------------- | ------------------------------------------------------------------ | -------------- | ------ | ------ |
| Imogen             | 1 a 6 de janeiro               | 85 (50)                 | 989           | Far North Queensland, Território do Norte                          | $ 10 milhões   | Nenhum | [ 10 ] |
| 06U                | 5 a 10 de janeiro              | 65 (40)                 | 1002          | Nenhum                                                             | Nenhum         | Nenhum |        |
| Joshua             | 13 a 19 de janeiro             | 85 (50)                 | 991           | Ilhas Cocos                                                        | Nenhum         | Nenhum |        |
| Eloise             | 14 a 25 de janeiro             | 150 (90)                | 967           | Madagascar, Moçambique, Malawi, Zimbábue, África do Sul, Eswatini  | $ 10 milhões   | 27     | [ 11 ] |
| 08U                | 15 a 23 de janeiro             | 65 (40)                 | 998           | Território do Norte, Austrália Ocidental                           | Nenhum         | Nenhum |        |
| Kimi               | 16 a 19 de janeiro             | 100 (65)                | 987           | Queensland                                                         | Nenhum         | Nenhum |        |
| 09                 | 19 a 28 de janeiro             | 75 (45)                 | 995           | Ilhas Cocos                                                        | Nenhum         | Nenhum |        |
| TD                 | 19 a 20 de janeiro             | Desconhecido            | 1008          | Filipinas                                                          | $ 13,2 milhões | 3      | [ 12 ] |
| 04F                | 22 a 28 de janeiro             | Desconhecido            | 999           | Vanuatu                                                            | Nenhum         | Nenhum |        |
| Lucas              | 25 de janeiro - 3 de fevereiro | 110 (70)                | 975           | Far North Queensland, Território do Norte, Nova Caledônia, Vanuatu | Desconhecido   | 2      |        |
| Ana                | 26 de janeiro a 8 de fevereiro | 120 (75)                | 970           | Fiji                                                               | $ 1 milhão     | 1      | [ 13 ] |
| 06F                | 27 a 28 de janeiro             | Desconhecido            | 998           | Fiji                                                               | Nenhum         | Nenhum |        |
| 12U                | 28 de janeiro a 5 de fevereiro | 55 (35)                 | 992           | Território do Norte, Austrália Ocidental                           | Nenhum         | Nenhum |        |
| Bina               | 29 a 31 de janeiro             | 65 (40)                 | 995           | Vanuatu                                                            | Nenhum         | Nenhum |        |

### Fevereiro
Fevereiro foi ligeiramente acima da média, com onze sistemas, dos quais cinco foram nomeados. Um sistema não era oficial e outro era subtropical. Na região australiana, duas baixas tropicais se formaram em 6 e 18 de fevereiro, respectivamente. O ciclone Marian se formou em 23 de fevereiro e se intensificou rapidamente, atingindo a força equivalente da Categoria 3 em 28 de fevereiro com Niran seguindo em 27 de fevereiro e alcançando a força da Categoria 5 na escala australiana e na escala Saffir-Simpson, trazendo impactos para Queensland e Nova Caledônia. No Pacífico Sul, uma depressão tropical formou-se ao norte de Fiji e se intensificou, embora tenha acelerado para o sul e se tornado extratropical em 11 de fevereiro. Outro distúrbio tropical também existiu brevemente de 22 a 24 de fevereiro. No sudoeste do Oceano Índico, o ciclone Faraji se formou e intensificou-se rapidamente, sendo classificado como um ciclone tropical muito intenso antes de se tornar a tempestade mais forte do mês, pois se tornou o primeiro ciclone tropical equivalente à categoria 5 na bacia desde o ciclone Fantala em 2016 Também se tornou o primeiro ciclone tropical muito intenso registrado no mês de fevereiro. Em seguida, começou a enfraquecer gradualmente, dissipando-se em 13 de fevereiro. Outro sistema se formou em 10 de fevereiro e atingiu Moçambique antes de ressurgir sobre as águas, e recebeu o nome de Guambe antes de atingir o status de ciclone tropical. No Pacífico Ocidental, a tempestade tropical Dujuan se formou e se tornou a primeira tempestade com nome da bacia, causando pequenos danos às Filipinas. No Atlântico Sul, um sistema foi monitorado não oficialmente pela NOAA, recebendo a designação não oficial de 01Q. No entanto, a Marinha do Brasil não monitorou o sistema. Outro sistema formou-se próximo ao Rio Grande do Sul e foi designado como depressão subtropical pela Marinha do Brasil.
| Nome da tempestade | Datas ativas                 | Vento máximo km/h (mph) | Pressão (hPa) | Áreas afetadas                                            | Dano (USD)      | Mortes | Refs   |
| ------------------ | ---------------------------- | ----------------------- | ------------- | --------------------------------------------------------- | --------------- | ------ | ------ |
| Faraji             | 4 a 13 de fevereiro          | 230 (145)               | 925           | Nenhum                                                    | Nenhum          | Nenhum |        |
| 01Q                | 6 de fevereiro               | 65 (40)                 | 990           | Nenhum                                                    | Nenhum          | Nenhum |        |
| 13U                | 6 a 7 de fevereiro           | Desconhecido            | 996           | Território do Norte                                       | Nenhum          | Nenhum |        |
| 09F                | 7 a 11 de fevereiro          | 55 (35)                 | 991           | Fiji, Tonga, Wallis e Futuna                              | Nenhum          | Nenhum |        |
| Guambe             | 10 a 21 de fevereiro         | 155 (100)               | 953           | Moçambique                                                | Nenhum          | Nenhum |        |
| SD                 | 14 a 17 de fevereiro         | 55 (35)                 | 1002          | Rio Grande do Sul                                         | Nenhum          | Nenhum |        |
| Dujuan (Auring)    | 16 a 23 de fevereiro         | 75 (45)                 | 996           | Palau, Filipinas                                          | $ 3,29 milhões  | 1      | [ 14 ] |
| TL                 | 18 a 23 de fevereiro         | Desconhecido            | 1002          | Território do Norte                                       | Nenhum          | Nenhum |        |
| Mariana            | 21 de fevereiro a 9 de março | 155 (100)               | 955           | Ilha Christmas, Ilhas Cocos                               | Nenhum          | Nenhum |        |
| 10F                | 22 a 24 de fevereiro         | Desconhecido            | 1003          | Niue, Ilhas Samoa, Tonga, Wallis e Futuna                 | Nenhum          | Nenhum |        |
| Niran              | 27 de fevereiro a 6 de março | 205 (125)               | 931           | Far North Queensland, Nova Caledônia, Território do Norte | > $ 200 milhões | Nenhum | [ 15 ] |

### Março

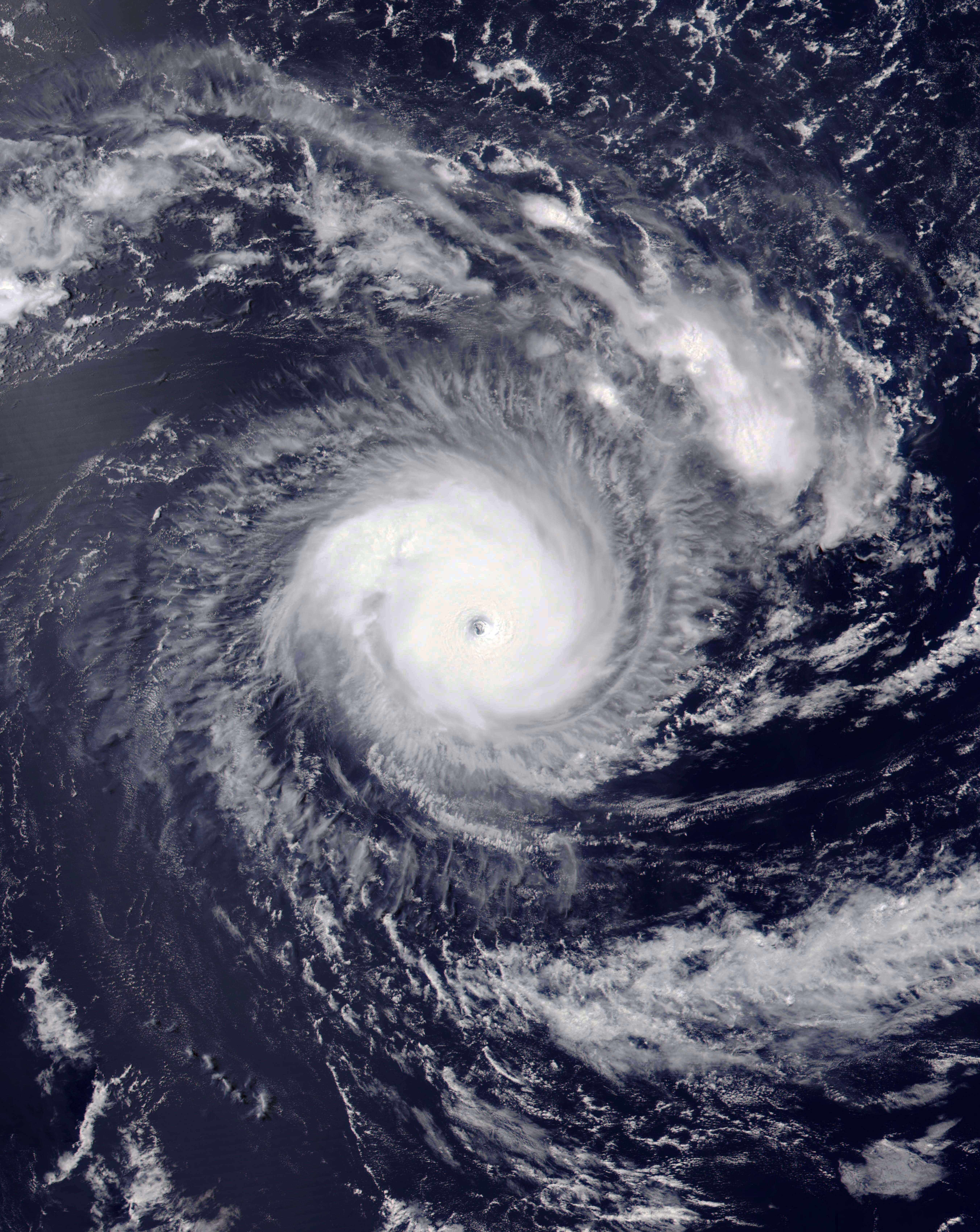
Ciclone Habana

Março foi ligeiramente abaixo da média, com nove ciclones tropicais com apenas dois sendo nomeados. Na região australiana, cinco baixas tropicais se formaram em 10, 18, 21 e 29 de março, respectivamente. No Pacífico Sul, uma depressão tropical se formou e foi designada como 11F, embora tenha vida curta, dissipando-se no dia seguinte. No sudoeste do Oceano Índico, o ciclone Habana formou-se e intensificou-se explosivamente para um intenso ciclone tropical, persistindo por duas semanas e atingindo três intensidades de pico individuais. Formando junto com Habana estava a Tempestade Tropical Iman, que atingiu Madagascar como uma depressão tropical e trouxe chuvas pesadas para a Reunião, dissipando-se alguns dias depois. No Pacífico Oeste, uma depressão tropical formou-se em 14 de março, porém foi de curta duração, dissipando-se no mesmo dia.
| Nome da tempestade | Datas ativas     | Vento máximo km/h (mph) | Pressão(hPa) | Áreas afetadas                | Dano (USD)   | Mortes | Refs |
| ------------------ | ---------------- | ----------------------- | ------------ | ----------------------------- | ------------ | ------ | ---- |
| Habana             | 2 a 16 de março  | 205 (125)               | 938          | Nenhum                        | Nenhum       | Nenhum |      |
| Iman               | 2 a 8 de março   | 65 (40)                 | 996          | Madagascar, Maurício, Reunião | Desconhecido | Nenhum |      |
| 11F                | 5 a 6 de março   | Desconhecido            | 1001         | Nenhum                        | Nenhum       | Nenhum |      |
| 18U                | 10 a 15 de março | Desconhecido            | Desconhecido | Nenhum                        | Nenhum       | Nenhum |      |
| TD                 | 14 de março      | Desconhecido            | 1006         | Filipinas                     | Nenhum       | Nenhum |      |
| 19U                | 18 a 21 de março | Desconhecido            | Desconhecido | Austrália Ocidental           | Nenhum       | Nenhum |      |
| 20U                | 18 a 20 de março | Desconhecido            | Desconhecido | Território do Norte           | Nenhum       | Nenhum |      |
| 21U                | 21 a 26 de março | Desconhecido            | Desconhecido | Nenhum                        | Nenhum       | Nenhum |      |
| 15I                | 25 a 28 de março | 55 (35)                 | 998          | Nenhum                        | Nenhum       | Nenhum |      |

### Abril

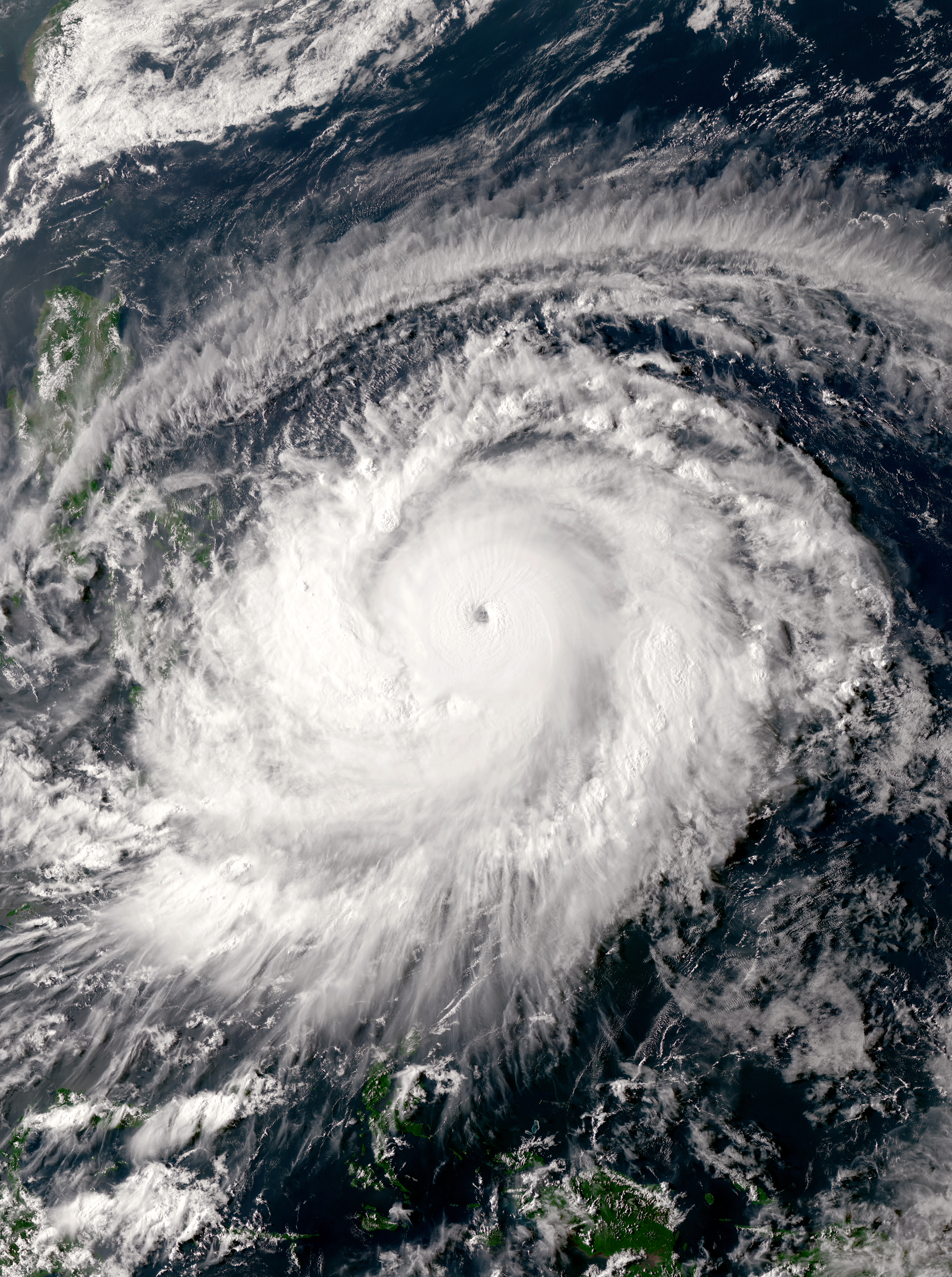
Tufão Surigae

O mês de abril ficou acima da média, com nove sistemas, dos quais cinco foram nomeados. Na região australiana, o ciclone Seroja formou-se próximo ao Timor Leste e à Indonésia. Seu precursor causou danos catastróficos e deslizamentos de terra nas províncias de West Nusa Tenggara e East Nusa Tenggara da Indonésia e Timor Leste, causando 229 fatalidades antes de se transformar em um ciclone tropical severo de categoria 3 e fazer um raro landfall no Meio-Oeste da Austrália, tornando-se o primeiro desde Elaine em 1999. O ciclone Odette também se formou na região próxima às Ilhas Cocos antes de sofrer uma interação Fujiwhara com Seroja logo após sua formação e posteriormente ser absorvido por ela. Além disso, duas baixas tropicais se formaram em 7 e 9 de abril, das quais uma entrou na bacia do Pacífico Sul. No Oceano Índico Norte, uma depressão tropical de curta duração formou-se na costa de Mianmar, no Mar de Andaman do norte, mas se dissipou no dia seguinte. Na região australiana, uma baixa tropical formou-se antes de passar para a bacia do Pacífico Sul, sendo designada como 13F ; teve vida curta e se dissipou em 11 de abril. No sudoeste do Oceano Índico, o ciclone Jobo se desenvolveu perto das Seychelles, passando por um breve período de rápida intensificação antes de se dissipar perto da Tanzânia em 24 de abril. No Pacífico Ocidental, o tufão Surigae formou-se ao sul de Woleai e rapidamente se intensificou em um tufão equivalente à categoria 5, tornando-se o tufão mais forte registrado no mês de abril e o ciclone tropical mais forte registrado em todo o ano de 2021 quando passou perto das Filipinas. No Atlântico Sul, a tempestade subtropical Potira se formou na costa do Rio de Janeiro, causando ventos fortes em Copacabana e estragos em Santa Catarina.
| Nome da tempestade | Datas ativas     | Vento máximo km/h (mph) | Pressão (hPa) | Áreas afetadas                                                                   | Dano ( USD )      | Mortes | Refs                               |
| ------------------ | ---------------- | ----------------------- | ------------- | -------------------------------------------------------------------------------- | ----------------- | ------ | ---------------------------------- |
| BOB 01             | 2 a 3 de abril   | 45 (30)                 | 1000          | Ilhas Andaman e Nicobar, Mianmar                                                 | Nenhum            | Nenhum |                                    |
| Seroja             | 3 a 12 de abril  | 120 (75)                | 971           | East Nusa Tenggara, Timor Leste, Austrália Ocidental, West Nusa Tenggara         | > $ 490,7 milhões | 229    | [ 16 ] [ 17 ] [ 18 ] [ 19 ] [ 20 ] |
| Odette             | 3 a 10 de abril  | 85 (50)                 | 988           | Ilha do Natal                                                                    | Nenhum            | Nenhum |                                    |
| 24U                | 7 a 11 de abril  | Desconhecido            | Desconhecido  | Nenhum                                                                           | Nenhum            | Nenhum |                                    |
| 13F                | 9 a 11 de abril  | Desconhecido            | 1001          | Nenhum                                                                           | Nenhum            | Nenhum |                                    |
| Surigae (Bising)   | 12 a 24 de abril | 220 (140)               | 895           | Prefeitura de Okinawa, Palau, Filipinas, Rússia, Sulawesi, Taiwan, Estado de Yap | > $ 10,45 milhões | 10     | [ 21 ]                             |
| Jobo               | 18 a 24 de abril | 120 (75)                | 985           | Madagascar, Seychelles, Tanzânia                                                 | Desconhecido      | 22     |                                    |
| Potira             | 19 a 25 de abril | 75 (45)                 | 1006          | Rio de Janeiro                                                                   | Nenhum            | Nenhum |                                    |
| TL                 | 23 a 24 de abril | Desconhecido            | 1009          | Nenhum                                                                           | Nenhum            | Nenhum |                                    |

### Maio

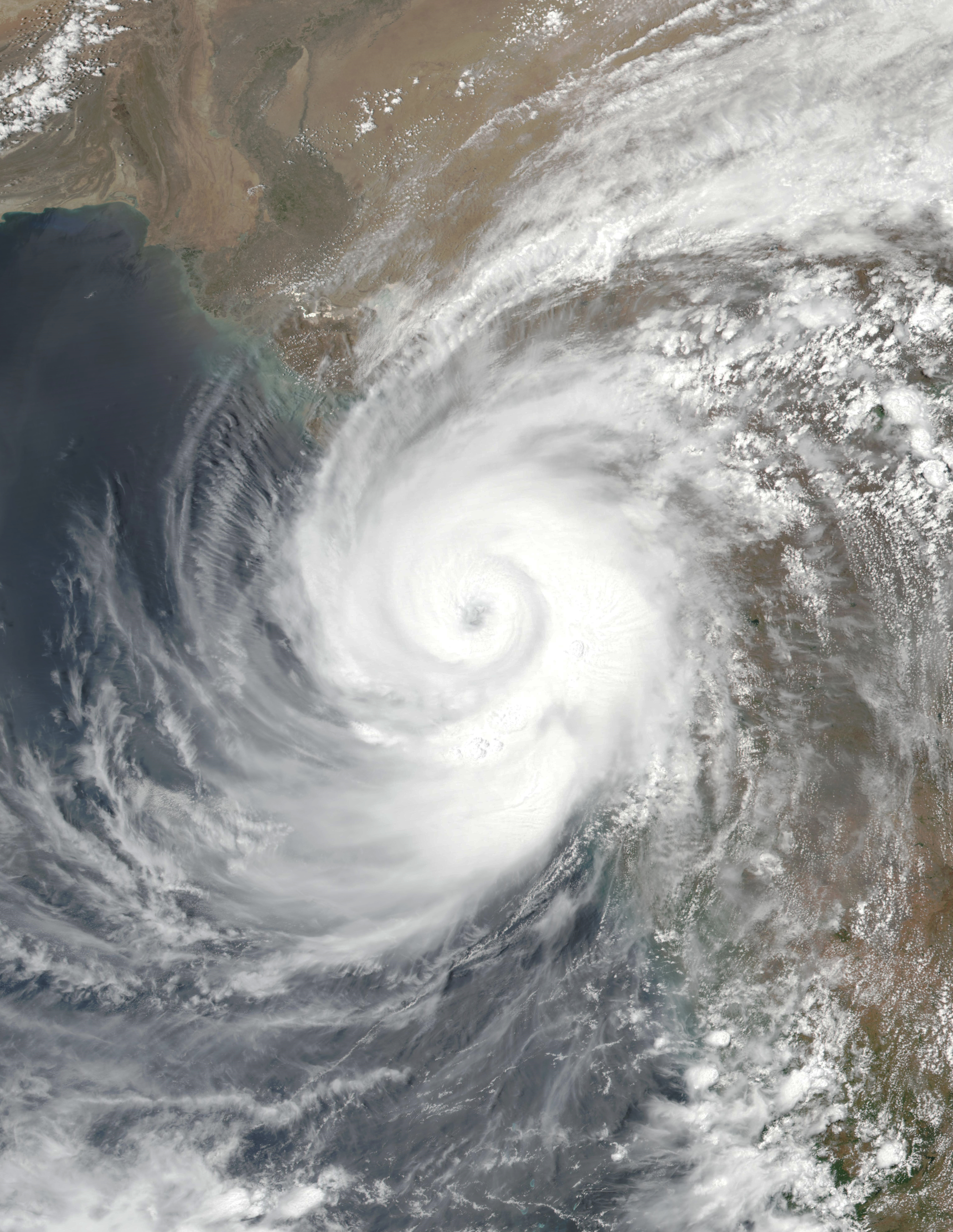
Ciclone Tauktae

Maio esteve bem acima da média, embora a ciclogênese tropical tenha começado em meados de maio. Apresentou a formação de nove sistemas, sendo seis nomeados. Na região australiana perto das Ilhas Cocos, uma baixa tropical fora de temporada se formou antes de se dissipar em 3 de junho. No Pacífico Leste, a Tempestade Tropical Andres se formou e atingiu o pico como uma tempestade tropical, tornando-se a primeira tempestade nomeada na bacia do Pacífico Leste a leste de 140° W, quebrando o recorde anterior de Adrian em 2017 por 12 horas. A tempestade tropical Blanca também se formou e atingiu o pico como uma tempestade tropical no final do mês. No Atlântico Norte, a tempestade tropical Ana formou-se a nordeste das Bermudas como uma tempestade subtropical antes de passar para uma tempestade tropical, marcando a sétima temporada consecutiva de furacões no Atlântico com uma tempestade formada antes da data oficial de início. No Oceano Índico Norte, o ciclone Tauktae formou-se na costa de Kerala e Lakshadweep e rapidamente se intensificou para a tempestade equivalente de Categoria 4, tornando-se a tempestade mais forte do mês. Fez um landfall devastador em Gujarat. Dez dias depois, o ciclone Yaas formou-se na Baía de Bengala e se intensificou em uma força equivalente da Categoria 1, chegando a aterrissar no noroeste de Odisha em 26 de maio. Ambas as tempestades trouxeram danos consideráveis e perdas de vidas. No Pacífico Ocidental, uma depressão tropical se formou em 12 de maio antes de atingir as Filipinas e se dissipar logo em seguida. A tempestade tropical Choi-wan e uma depressão tropical também se formaram no final do mês, com o pico de Choi-wan como uma tempestade tropical. Choi-wan fez vários landfalls nas Filipinas, causando graves danos. Posteriormente, enfraqueceu em uma depressão tropical antes de se transformar em um ciclone extratropical.
| Nome da tempestade | Datas ativas              | Vento máximo km/h (mph) | Pressão (hPa) | Áreas afetadas | Dano ( USD )   | Mortes | Refs          |
| ------------------ | ------------------------- | ----------------------- | ------------- | --- | -------------- | ------ | ------------- |
| Andres             | 9 a 11 de maio            | 65 (40)                 | 1005          | Estado do mexico | Nenhum         | Nenhum |               |
| 03W (Crising)      | 12 a 14 de maio           | 55 (35)                 | 1004          | Filipinas | $ 486.000      | Nenhum | [ 22 ]        |
| Tauktae            | 14 a 19 de maio           | 185 (115)               | 950           | Dadra e Nagar Haveli e Daman e Diu, Gujarat, Goa, Maharashtra, Karnataka, Kerala, Lakshadweep, Maldivas, Delhi, Rajasthan, Haryana, Sindh, Sri Lanka | $ 2,1 bilhões  | 174    | [ 23 ]        |
| Ana                | 22 a 24 de maio           | 75 (45)                 | 1004          | Bermudas | Nenhum         | Nenhum |               |
| Yaas               | 23 a 28 de maio           | 140 (85)                | 970           | Ilhas Andaman e Nicobar, Bangladesh, Bihar, Jharkhand, Nepal, Odisha, Uttar Pradesh, Bengala Ocidental                                               | $ 2,84 bilhões | 20     |               |
| Choi-wan (Dante)   | 29 de maio a 5 de junho   | 75 (45)                 | 998           | Palau, Filipinas, Taiwan | $ 6,01 milhões | 11     | [ 24 ] [ 25 ] |
| TD                 | 30 de maio a 1 ° de junho | Desconhecido            | 1006          | Nenhum | Nenhum         | Nenhum |               |
| Blanca             | 30 de maio a 4 de junho   | 95 (60)                 | 998           | Nenhum | Nenhum         | Nenhum |               |
| TL                 | 31 de maio - 3 de junho   | Desconhecido            | Desconhecido  | Nenhum | Nenhum         | Nenhum |               |

### Junho

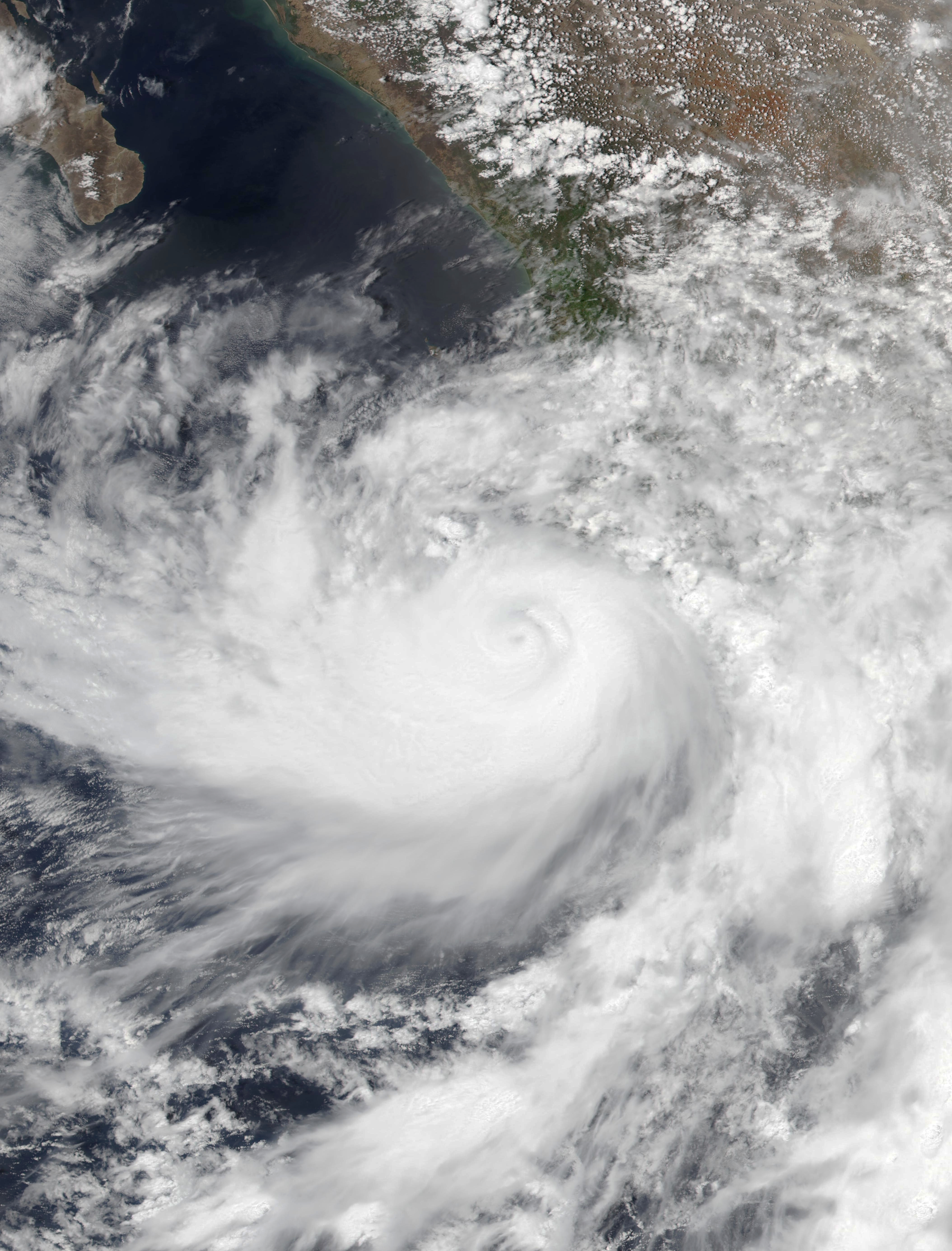
Furacão Enrique

Junho foi um mês ligeiramente acima da média, com a formação de dez ciclones tropicais, dos quais nove foram nomeados. No Pacífico Leste, formaram-se a tempestade tropical Carlos, a tempestade tropical Dolores e o furacão Enrique, com Dolores atingindo a costa perto da fronteira entre Michoacán e Colima, no México, perto da força do furacão, matando 3 pessoas, enquanto Enrique se intensificou para um furacão em um local semelhante a Dolores no final do mês, tornando-se a tempestade mais forte do mês. No Atlântico Norte, a tempestade tropical Bill se formou na costa da Carolina do Norte, a tempestade tropical Claudette se formou no sudeste da Louisiana e trouxe chuvas fortes e clima severo para o sudeste dos Estados Unidos, enquanto a tempestade tropical Danny se formou na costa da Carolina do Sul no final do mês, amarrando o Atlântico ao junho mais ativo. No Pacífico Ocidental, a tempestade tropical Koguma formou-se perto de Hong Kong e cruzou Hainan antes de atingir o Vietnã. O Champi se formou no final do mês, passando perto de Guam e das Ilhas Marianas do Norte antes de voltar ao mar e se intensificar em um tufão. No Atlântico Sul, a tempestade subtropical Raoni se formou na costa do Uruguai, causando alguns impactos em Montevidéu e Punta del Este, além de causar uma severa onda de frio no Brasil.
| Nome da tempestade | Datas ativas             | Vento máximo km/h (mph) | Pressão (hPa) | Áreas afetadas                                                                         | Dano ( USD )   | Mortes | Refs   |
| ------------------ | ------------------------ | ----------------------- | ------------- | -------------------------------------------------------------------------------------- | -------------- | ------ | ------ |
| Koguma             | 11 a 13 de junho         | 65 (40)                 | 996           | Hainan, Hong Kong, Vietnã                                                              | $ 9,87 milhões | 1      | [ 26 ] |
| Carlos             | 12 a 16 de junho         | 85 (50)                 | 1000          | Nenhum                                                                                 | Nenhum         | Nenhum |        |
| Conta              | 14 a 16 de junho         | 95 (60)                 | 998           | Carolina do Norte, Nova Scotia                                                         | Nenhum         | Nenhum |        |
| Dolores            | 18 a 20 de junho         | 110 (70)                | 990           | Colima, Jalisco, Guerrero, Michoacán, Nayarit, Oaxaca, Sinaloa                         | $ 50 milhões   | 3      |        |
| Claudette          | 19 a 22 de junho         | 75 (45)                 | 1004          | Alabama, Flórida, Geórgia, Louisiana, Mississippi, Carolina do Norte, Oaxaca, Veracruz | $ 350 milhões  | 14     |        |
| Champi             | 21 a 27 de junho         | 120 (75)                | 980           | Guam, Ilhas Marianas do Norte                                                          | Nenhum         | Nenhum |        |
| Enrique            | 25 a 30 de junho         | 150 (90)                | 975           | Sudoeste do México, Península da Baja Califórnia                                       | $ 50 milhões   | 2      |        |
| Danny              | 28 a 29 de junho         | 75 (45)                 | 1009          | Bermuda, Geórgia, Carolina do Sul                                                      | Mínimo         | Nenhum |        |
| Raoni              | 29 de junho a 2 de julho | 95 (60)                 | 986           | Brasil uruguaio                                                                        | Nenhum         | Nenhum |        |
| TD                 | 30 de Junho              | Desconhecido            | 1010          | Nenhum                                                                                 | Nenhum         | Nenhum |        |

### Julho

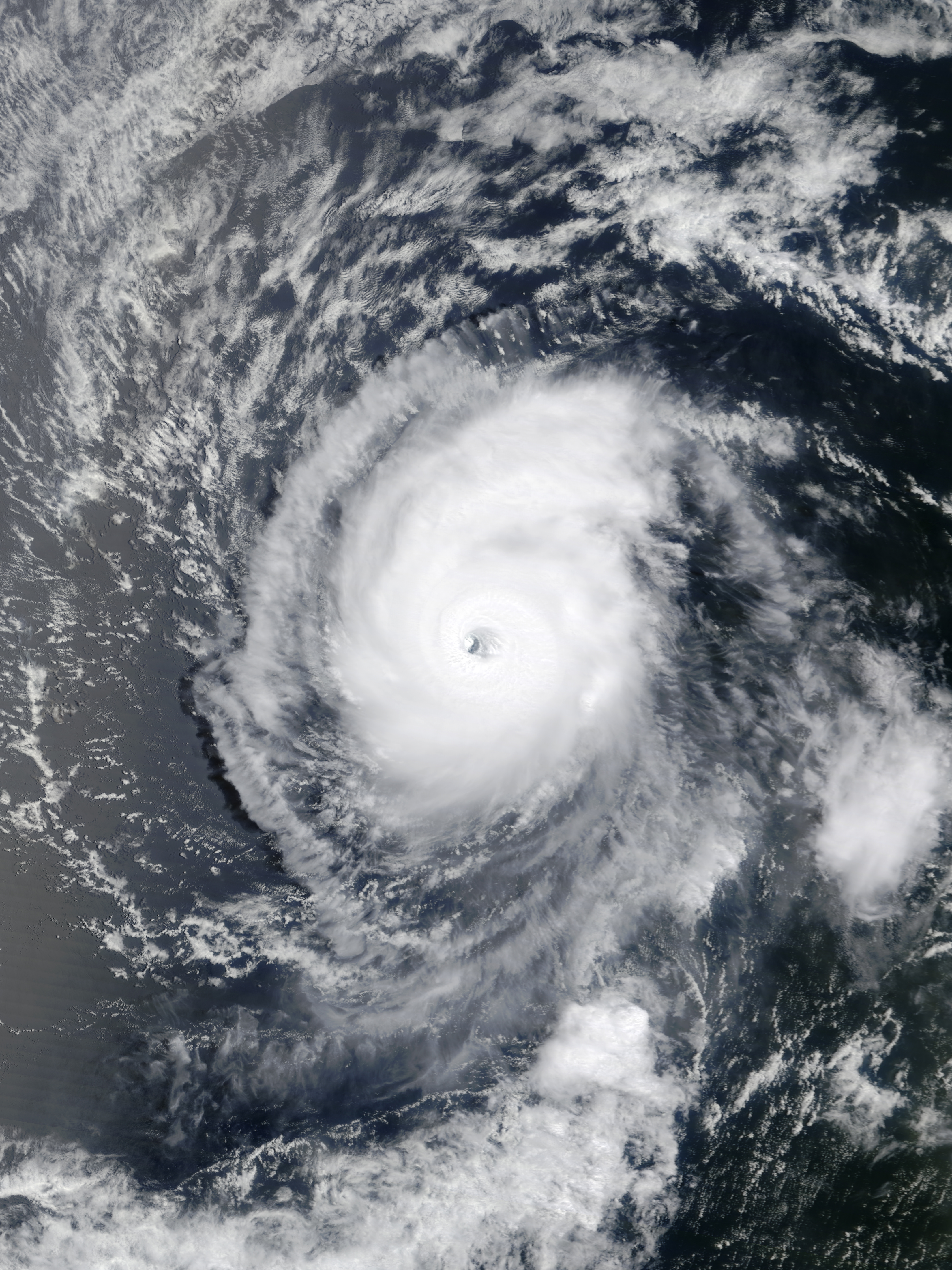
Furacão Felicia

Julho foi dentro da média, com quatorze ciclones tropicais, com sete sendo nomeados. No Pacífico Leste, o furacão Felicia e a tempestade tropical Guillermo se formaram na metade do mês, com Felicia se tornando o primeiro grande furacão de sua respectiva temporada de furacões no Pacífico. O furacão Hilda se formaria no final do mês. No Atlântico Norte, o furacão Elsa se formou, tornando-se a primeira tempestade com o quinto nome registrado e batendo o recorde da tempestade tropical Edouard do ano anterior, causando danos substanciais ao Caribe e ao leste da América do Norte. No Pacífico Oeste, duas depressões tropicais se formaram e foram designadas como 07W e 08W  respectivamente. O primeiro recebeu o nome de Emong da PAGASA. No decorrer do mês, dois tufões chamados In-fa e Cempaka e a tempestade tropical Nepartak se formaram, com o In-fa fazendo landfall na China como uma forte tempestade tropical, enquanto Cempaka atingiu o sul da China como um tufão; ambos foram associados às inundações de Henan em 2021. Nepartak, por outro lado, atingiu a província de Miyagi, no Japão. A tempestade atrapalhou os Jogos Olímpicos de Verão em curso no país.
| Nome da tempestade | Datas ativas               | Vento máximo km/h (mph) | Pressão (hPa) | Áreas afetadas | Dano ( USD )     | Mortes | Refs                 |
| ------------------ | -------------------------- | ----------------------- | ------------- | --- | ---------------- | ------ | -------------------- |
| Elsa               | 1 a 9 de julho             | 140 (85)                | 991           | Barbados, Trinidad e Tobago, Ilhas Leeward , Ilhas de Barlavento, Venezuela, Hispaniola, Cuba, Jamaica, Ilhas Cayman, Atlântico Sul dos Estados Unidos, Nordeste dos Estados Unidos, Canadá Atlântico | $ 1,2 bilhão     | 5      |                      |
| 07W (Emong)        | 3 a 6 de julho             | 55 (35)                 | 1004          | Palau, Filipinas | Nenhum           | Nenhum |                      |
| 08W                | 5 a 8 de julho             | 55 (35)                 | 1000          | Hainan, Hong Kong, Vietnã | Nenhum           | Nenhum |                      |
| Felicia            | 14 a 21 de julho           | 230 (145)               | 947           | Nenhum | Nenhum           | Nenhum |                      |
| In-fa (Fabian)     | 16 a 29 de julho           | 150 (90)                | 950           | Filipinas, Ilhas Ryukyu, Taiwan, China | > $ 2 bilhões    | 6      |                      |
| Cempaka            | 17 a 25 de julho           | 130 (80)                | 980           | Sul da China, Vietnã | > $ 4,25 milhões | 3      | [ 27 ] [ 28 ] [ 29 ] |
| Guilherme          | 17 a 20 de julho           | 95 (60)                 | 999           | Nenhum | Nenhum           | Nenhum |                      |
| TD                 | 19 a 20 de julho           | Desconhecido            | 1012          | Nenhum | Nenhum           | Nenhum |                      |
| Nepartak           | 23 a 28 de julho           | 75 (45)                 | 990           | Japão | Nenhum           | Nenhum |                      |
| TD                 | 28 a 29 de julho           | Desconhecido            | 1004          | Nenhum | Nenhum           | Nenhum |                      |
| TD                 | 30 de julho a 1º de agosto | Desconhecido            | 998           | Japão | Nenhum           | Nenhum |                      |
| Hilda              | 30 de julho a 6 de agosto  | 140 (85)                | 985           | Nenhum | Nenhum           | Nenhum |                      |
| Jimena             | 30 de julho a 7 de agosto  | 65 (40)                 | 1005          | Nenhum | Nenhum           | Nenhum |                      |
| TD                 | 31 de julho a 3 de agosto  | 55 (35)                 | 998           | Nenhum | Nenhum           | Nenhum |                      |

### Agosto

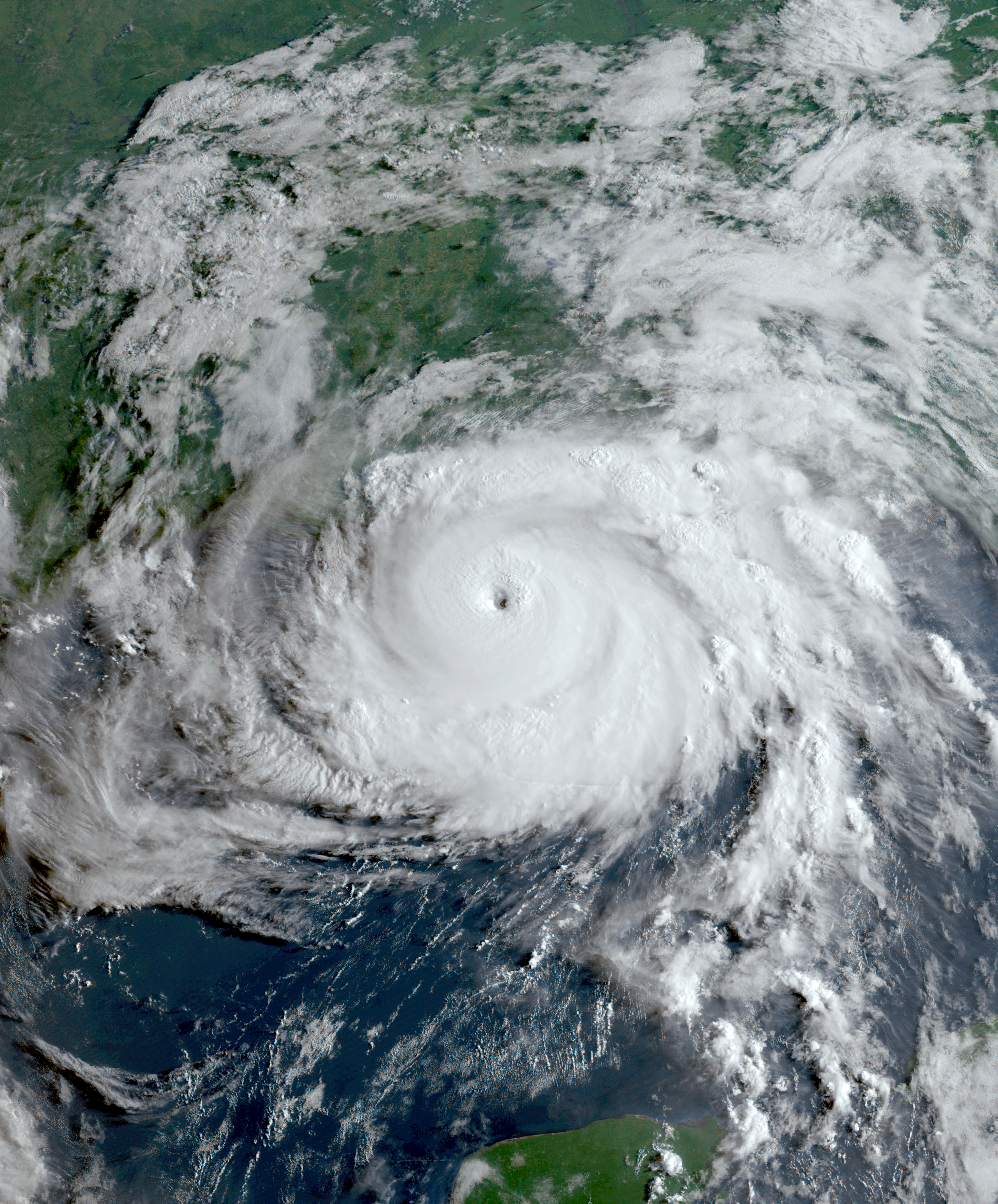
Furacão Ida

Agosto foi dentro da média, com dezoito ciclones tropicais, sendo dezesseis deles nomeados. No Pacífico Leste, a tempestade tropical Ignacio se formou, mas se dissipou alguns dias depois devido ao forte cisalhamento do vento, em parte devido à sua proximidade com o furacão Hilda. A tempestade tropical Kevin se formaria alguns dias depois, na costa do México, com o furacão Linda logo em seguida, atingindo o pico como um furacão de categoria 4 equivalente. Linda seria seguida pela tempestade tropical Marty e pelo furacão Nora. No Pacífico Ocidental, as tempestades tropicais Lupit, Mirinae, Nida e Omais se formaram, com Lupit atingindo a costa da China e do Japão. No Atlântico Norte, a tempestade tropical Fred formou-se ao sul de Porto Rico e atingiu o Panhandle da Flórida, com os furacões Grace e Henri se formando posteriormente. Grace impactou o Caribe antes de atingir a Península de Yucatán, antes de se intensificar rapidamente na Baía de Campeche e atingir a forma de furacão de categoria 3 no México continental. Henri impactaria o nordeste dos Estados Unidos como uma tempestade tropical, tornando-se o primeiro ciclone tropical a atingir a costa de Rhode Island desde o furacão Bob em 1991. No final do mês, surgiram os furacões Ida e Larry, bem como as tempestades tropicais Julian e Kate. Ida, que se tornou a tempestade mais forte do mês, causou impactos em Cuba antes de atingir a Louisiana em 29 de agosto, notadamente no 16º aniversário da tragédia causada pelo furacão Katrina, associado ao furacão Laura do ano anterior e ao furacão Last Island de 1856 como o furacão mais forte para fazer landfall no estado por ventos máximos.
| Nome da tempestade | Datas ativas                  | Vento máximo (km/h mph) | Pressão (hPa) | Áreas afetadas | Dano (USD)    | Mortes       | Refs   |
| ------------------ | ----------------------------- | ----------------------- | ------------- | --- | ------------- | ------------ | ------ |
| Ignacio            | 1 a 4 de agosto               | 65 (40)                 | 1004          | Ilha Clarion | Desconhecido  | Desconhecido |        |
| TD                 | 1 a 3 de agosto               | Desconhecido            | 996           | Ilhas Ryukyu, Taiwan | Desconhecido  | Desconhecido |        |
| 12W                | 2 a 6 de agosto               | 55 (35)                 | 1000          | Japão | Desconhecido  | Desconhecido |        |
| Lupit (Huaning)    | 2 a 9 de agosto               | 85 (50)                 | 985           | Vietnã, China, Taiwan, Ilhas Ryukyu, Japão | $64.8 milhões | 6            | [ 30 ] |
| Nida               | 3 a 8 de agosto               | 95 (60)                 | 992           | Desconhecido | Desconhecido  | Desconhecido |        |
| Mirinae (Gorio)    | 3 a 10 de agosto              | 85 (50)                 | 980           | Ilhas Ryukyu, Japão | Desconhecido  | Desconhecido |        |
| Kevin              | 7 a 12 de agosto              | 95 (60)                 | 999           | Ilhas Revillagigedo | Desconhecido  | Desconhecido |        |
| Linda              | 10 a 20 de agosto             | 215 (130)               | 950           | Ilhas Revillagigedo, Havaí | Desconhecido  | Desconhecido |        |
| Omais (Isang)      | 10 a 24 de agosto             | 95 (60)                 | 994           | Ilhas Marshall, Micronésia, Ilhas Mariana, Ilhas Ryukyu, Coreia do Sul                                                                                             | $13 milhões   | Desconhecido |        |
| Fred               | 11 a 18 de agosto             | 100 (65)                | 991           | Antilhas, Porto Rico, Hispaniola, Cuba, Bahamas, Estados Unidos, Canadá                                                                                            | $1.3 bilhão   | 7            |        |
| Grace              | 13 a 21 de agosto             | 205 (125)               | 962           | República Dominicana, Haiti, Cuba, Jamaica, Ilhas Cayman, México                                                                                                   | $513 milhões  | 13           |        |
| Henri              | 16 a 23 de agosto             | 120 (75)                | 986           | Bermuda, Estados Unidos | $550 milhões  | 2            |        |
| Marty              | 23 a 24 de agosto             | 75 (45)                 | 1000          | Desconhecido | Desconhecido  | Desconhecido |        |
| Nora               | 25 a 30 de agosto             | 140 (85)                | 977           | México | $125 milhões  | 3            |        |
| Ida                | 26 de agosto a 1 de setembro  | 240 (150)               | 929           | Ilhas Sotavento, Venezuela, Colômbia, Panamá, Jamaica, Ilhas Caimão, Cuba, Sudoeste dos Estados Unidos, Noroeste dos Estados Unidos, Nova Inglaterra, Nova Escócia | $65 bilhões   | 115          |        |
| Kate               | 28 de agosto a 1 de setembro  | 75 (45)                 | 1003          | Desconhecido | Desconhecido  | Desconhecido |        |
| Julian             | 29 a 30 de agosto             | 95 (60)                 | 995           | Desconhecido | Desconhecido  | Desconhecido |        |
| Larry              | 31 de agosto a 11 de setembro | 205 (125)               | 955           | Bermuda, Newfoundland e Labrador | $80 milhões   | 2            |        |

### Setembro

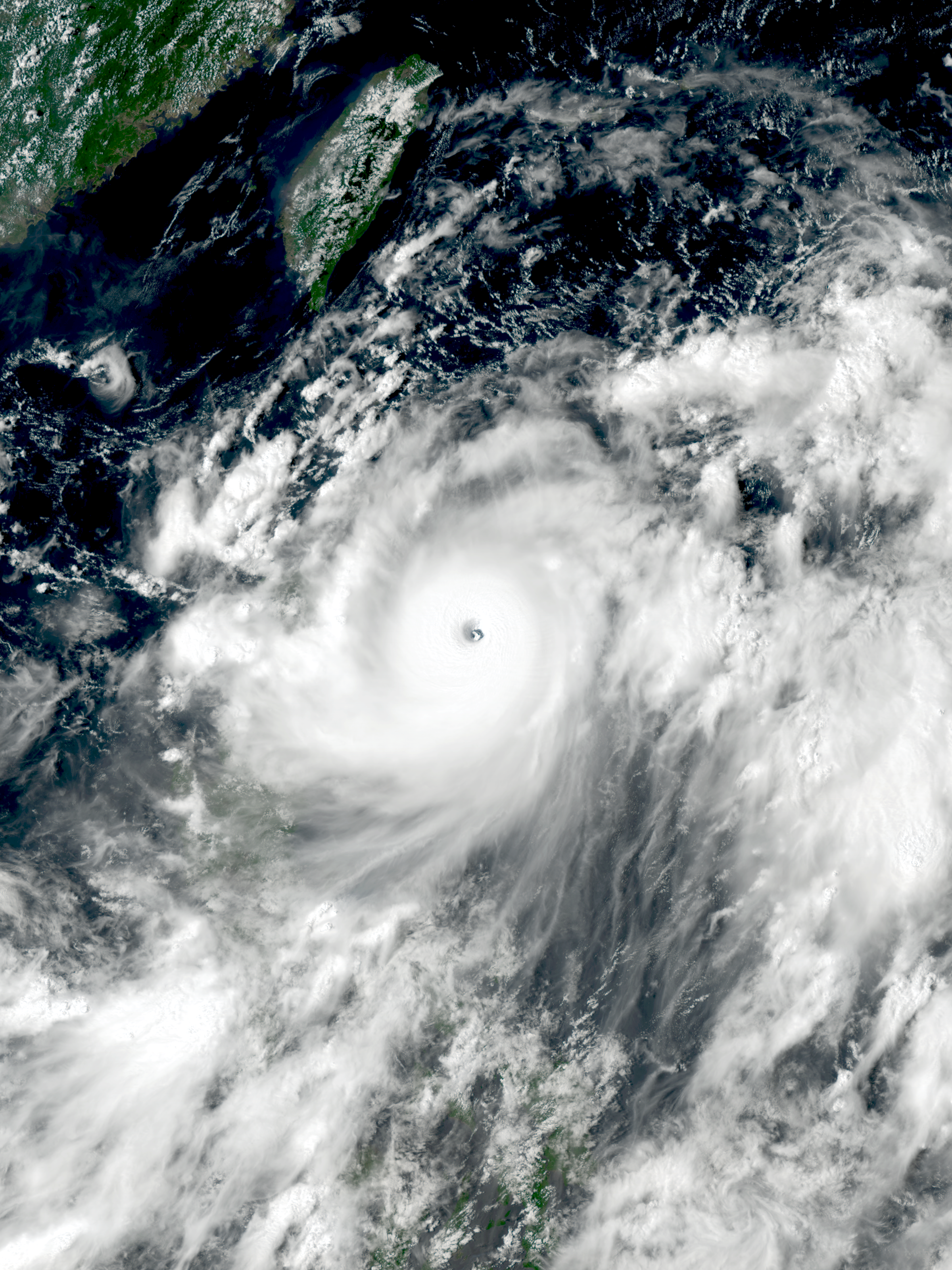
Tufão Chanthu

Setembro foi também dentro da média, com dezenove tempestades, com quatorze delas sendo nomeadas. No Pacífico Leste, o furacão Olaf sendo o único sistema na bacia, formou-se na costa leste do México e mais tarde atingiu a península da California como um furacão de categoria 2. No Pacífico Ocidental, as tempestades tropicais Conson e Dianmu, os tufões Chanthu e Mindulle, bem como três depressões de curta duração se formaram, com Chanthu se tornando a tempestade mais forte do mês. Conson fez uma série de avanços nas Filipinas, enquanto Chanthu afetou a maior parte do Leste Asiático, devido ao bloqueio do sistema no Mar da China Oriental. Mindulle, por outro lado, causou danos menores nas ilhas japonesas de Izu. No Atlântico, formaram-se as tempestades (sub) tropicais Mindy, Odette, Peter, Rose, Teresa, Victor, bem como os furacões Nicholas e Sam. Mindy atingiu a ilha de St. Vincent, na Flórida, enquanto Nicholas atingiu a costa de Sargent, no Texas. O furacão Sam foi um furacão de categoria 4 de movimento lento que atravessou o Atlântico por duas semanas. No Oceano Índico Norte, formaram-se a Tempestade Ciclônica Gulab, Shaheen (uma regeneração de Gulab) e o BOB 03. Gulab atingiu a Índia, causando danos menores. Logo, os remanescentes de Gulab se regeneraram em Shaheen no Mar da Arábia, a oeste da Índia. Shaheen entrou no Golfo de Omã e acabou chegando perto de Al Suwaiq, na governadoria de Al Batinah North, em Omã. Shaheen se tornou o primeiro ciclone a atingir o país desde o ciclone Hikaa em 2019 e foi o primeiro ciclone a atingir a área desde 1890. Foi também o primeiro ciclone a entrar no Golfo de Omã desde o ciclone Gonu em 2007.
| Nomes           | Duração                       | Vento máximo km/h (mph) | Pressão (hPa) | Áreas                                                                     | Prejuízos (USD) | Mortes | Refs |
| --------------- | ----------------------------- | ----------------------- | ------------- | ------------------------------------------------------------------------- | --------------- | ------ | ---- |
| 17W             | 1 a 4 de setembro             | 55 (35)                 | 1008          | Nenhum                                                                    | Nenhum          | Nenhum |      |
| Conson (Jolina) | 5 a 13 de setembro            | 100 (65)                | 985           | Philippines, Vietnam, Hainan                                              | $36.1 milhões   | 22     |      |
| Chanthu (Kiko)  | 5 a 18 de setembro            | 215 (130)               | 905           | Filipinas, Taiwan, Ilhas Ryūkyū, Coreia do Sul, Japão                     | >$748,000       | Nenhum |      |
| TD              | 7 a 8 de setembro             | Desconhecido            | 1004          | Vietnã                                                                    | Nenhum          | Nenhum |      |
| Olaf            | 7 a 11 de setembro            | 155 (100)               | 974           | Baja California Sur                                                       | $10 milhões     | 1      |      |
| Mindy           | 8 a 10 de setembro            | 75 (45)                 | 1002          | Costa do Golfo dos Estados Unidos                                         | Unknown         | Nenhum |      |
| BOB 03          | 12 a 15 de setembro           | 55 (35)                 | 990           | Orissa                                                                    | Unknown         | Nenhum |      |
| Nicholas        | 12 a 16 de setembro           | 120 (75)                | 988           | México, Costa do Golfo dos Estados Unidos                                 | $1.1 bilhões    | Nenhum |      |
| Odette          | 17 a 18 de setembro           | 75 (45)                 | 1002          | Costa Leste dos Estados Unidos, Províncias atlânticas do Canadá           | Nenhum          | Nenhum |      |
| Peter           | 19 a 23 de setembro           | 85 (50)                 | 1004          | Ilha de São Domingos, Ilhas Sotavento, Porto Rico                         | Nenhum          | Nenhum |      |
| Rose            | 19 a 23 de setembro           | 85 (50)                 | 1003          | Nenhum                                                                    | Nenhum          | Nenhum |      |
| Mindulle        | 22 de setembro a 2 de outubro | 195 (120)               | 920           | Ilhas Marianas Setentrionais, Japão                                       | Nenhum          | Nenhum |      |
| Dianmu          | 22 a 24 de setembro           | 65 (40)                 | 1000          | Vietnã, Laos, Camboja                                                     | Nenhum          | Nenhum |      |
| Sam             | 22 de setembro a 5 de outubro | 250 (155)               | 929           | Bermudas                                                                  | Nenhum          | Nenhum |      |
| Gulab           | 24 a 28 de setembro           | 85 (50)                 | 992           | Índia                                                                     | $269 milhões    | 17     |      |
| Teresa          | 24 a 25 de setembro           | 75 (45)                 | 1008          | Bermudas                                                                  | Nenhum          | Nenhum |      |
| TD              | 27 de setembro a 2 de outubro | Desconhecido            | 1004          | Nenhum                                                                    | Nenhum          | Nenhum |      |
| Victor          | 29 de setembro a 4 de outubro | 95 (60)                 | 997           | Nenhum                                                                    | Nenhum          | Nenhum |      |
| Shaheen         | 30 de setembro a 4 de outubro | 100 (75)                | 986           | Índia, Paquistão, Irã, Omã, Emirados Árabes Unidos, Arábia Saudita, Iémen | $100 milhões    | 14     |      |

### Outubro

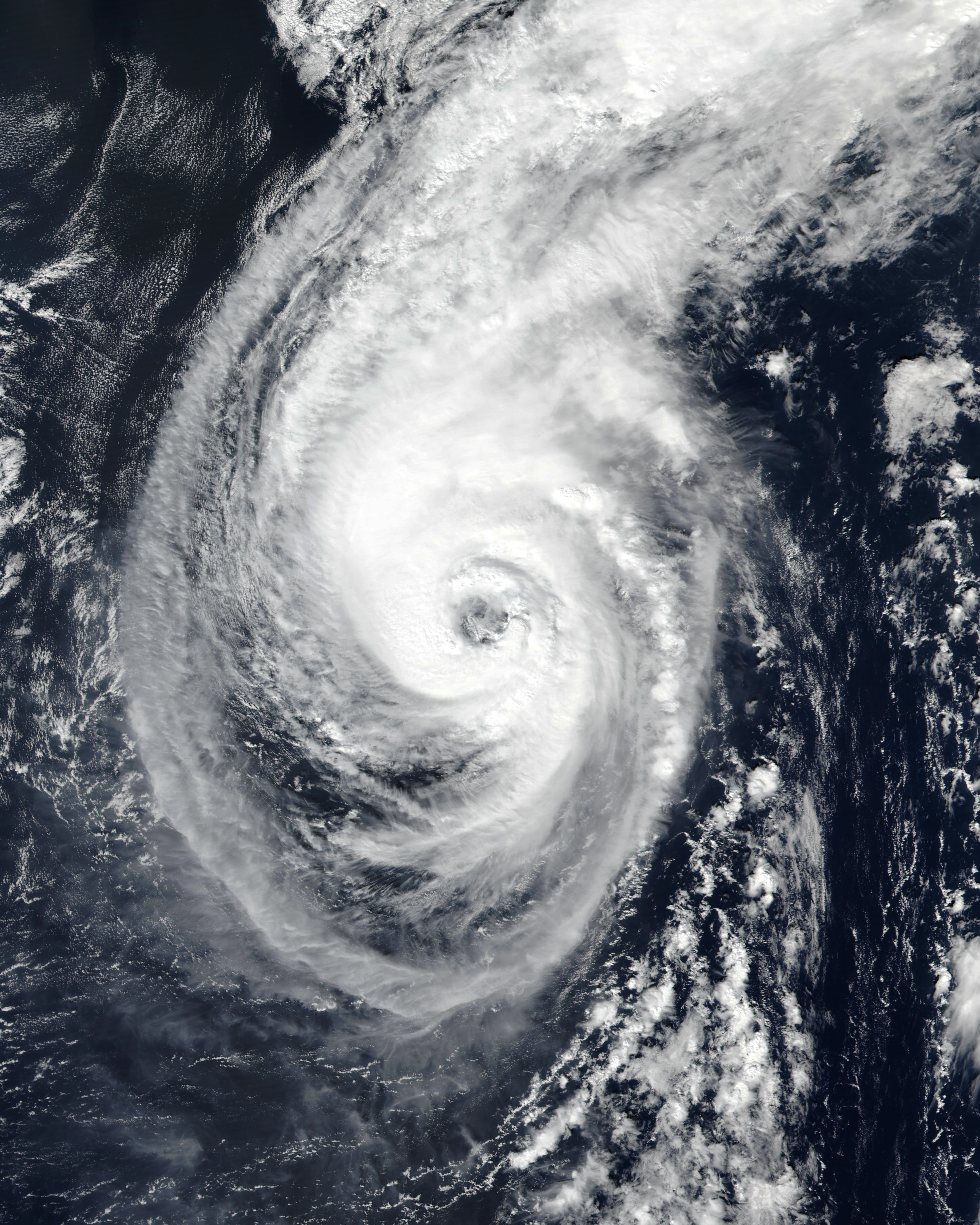
Tufão Malou

Outubro foi anormalmente abaixo da média, apresentando apenas dez tempestades, com oito delas sendo nomeadas. O mês também inclui um ciclone não oficial chamado Apollo, que se formou no Mar Mediterrâneo. No Pacífico Leste, dois furacões chamados Pamela e Rick se formaram, ambos atingindo o México. Pamela formou-se na costa sul de Zihuatanejo, onde atingiu Sinaloa e depois enfraqueceu rapidamente para uma depressão tropical. Quase uma semana depois que Pamela se dissipou, Rick formou-se ao sul do México e atingiu o país como um furacão de categoria 2. No Pacífico Ocidental, o tufão Malou, as tempestades tropicais Lionrock, Kompasu, Namtheun e junto com duas depressões tropicais se formaram. Uma das depressões foi batizada de Nando pelo PAGASA. Nando formou-se a leste de outra depressão tropical em desenvolvimento, onde então se fundiu com a depressão e contribuiu para a formação de Kompasu. Lionrock atingiu Hong Kong, sul da China e Vietnã. Kompasu também afetou a mesma área onde Lionrock atacou uma semana antes, causando graves perdas de vidas e danos. O Atlântico estava excepcionalmente quieto, apresentando apenas uma tempestade tropical chamada Wanda. Wanda desenvolveu-se a partir de um forte ciclone bomba que já havia afetado grande parte do nordeste dos Estados Unidos.  A nomeação de Wanda fez com que a temporada de furacões no oceano Atlântico de 2021 fosse a segunda temporada consecutiva depois do ano anterior, a ponto de esgotar os nomes da lista de nomenclatura padrão.
| Nome da tempestade | Datas ativas                  | Vento máximo km/h (mph) | Pressão (hPa) | Áreas afetadas | Dano ( USD )    | Mortes | Refs   |
| ------------------ | ----------------------------- | ----------------------- | ------------- | --- | --------------- | ------ | ------ |
| Lionrock (Lannie)  | 5 a 10 de outubro             | 65 (40)                 | 992           | Filipinas, China, Vietnã | $ 241.440       | 5      |        |
| Kompasu (Maring)   | 7 a 14 de outubro             | 100 (65)                | 975           | Filipinas, China, Taiwan, Vietnã                                                                                              | $ 101,7 milhões | 44     |        |
| Nando              | 7 a 8 de outubro              | Desconhecido            | 1002          | Filipinas | Nenhum          | Nenhum |        |
| Namtheun           | 9 a 17 de outubro             | 95 (60)                 | 996           | Ilha Wake | Nenhum          | Nenhum |        |
| Pamela             | 10 a 14 de outubro            | 130 (80)                | 985           | Ilha Socorro, Baja California Sur, México, Sudeste dos Estados Unidos                                                         | $ 10 milhões    | 3      |        |
| Rick               | 22 a 26 de outubro            | 165 (105)               | 977           | América Central, Noroeste do México, Oeste do México, Sudeste dos Estados Unidos                                              | $ 10 milhões    | 1      |        |
| Malou              | 23 a 29 de outubro            | 140 (85)                | 965           | Ilhas Bonin | Nenhum          | Nenhum |        |
| 26W                | 24 a 27 de outubro            | Desconhecido            | 1006          | Filipinas, Vietnã | Desconhecido    | Nenhum |        |
| Apollo             | 24 de outubro a 2 de novembro | 100 (65)                | 999           | Itália (especialmente Sicília ), Malta, Tunísia, Argélia, Líbia, Turquia                                                      | $ 210 milhões   | 5      |        |
| Wanda              | 31 de outubro a 7 de novembro | 85 (50)                 | 987           | Sul dos Estados Unidos, Meio-Atlântico dos Estados Unidos, Nordeste dos Estados Unidos, Atlântico do Canadá, Bermudas, Açores | > $ 200 milhões | 2      | [ 31 ] |

### Novembro

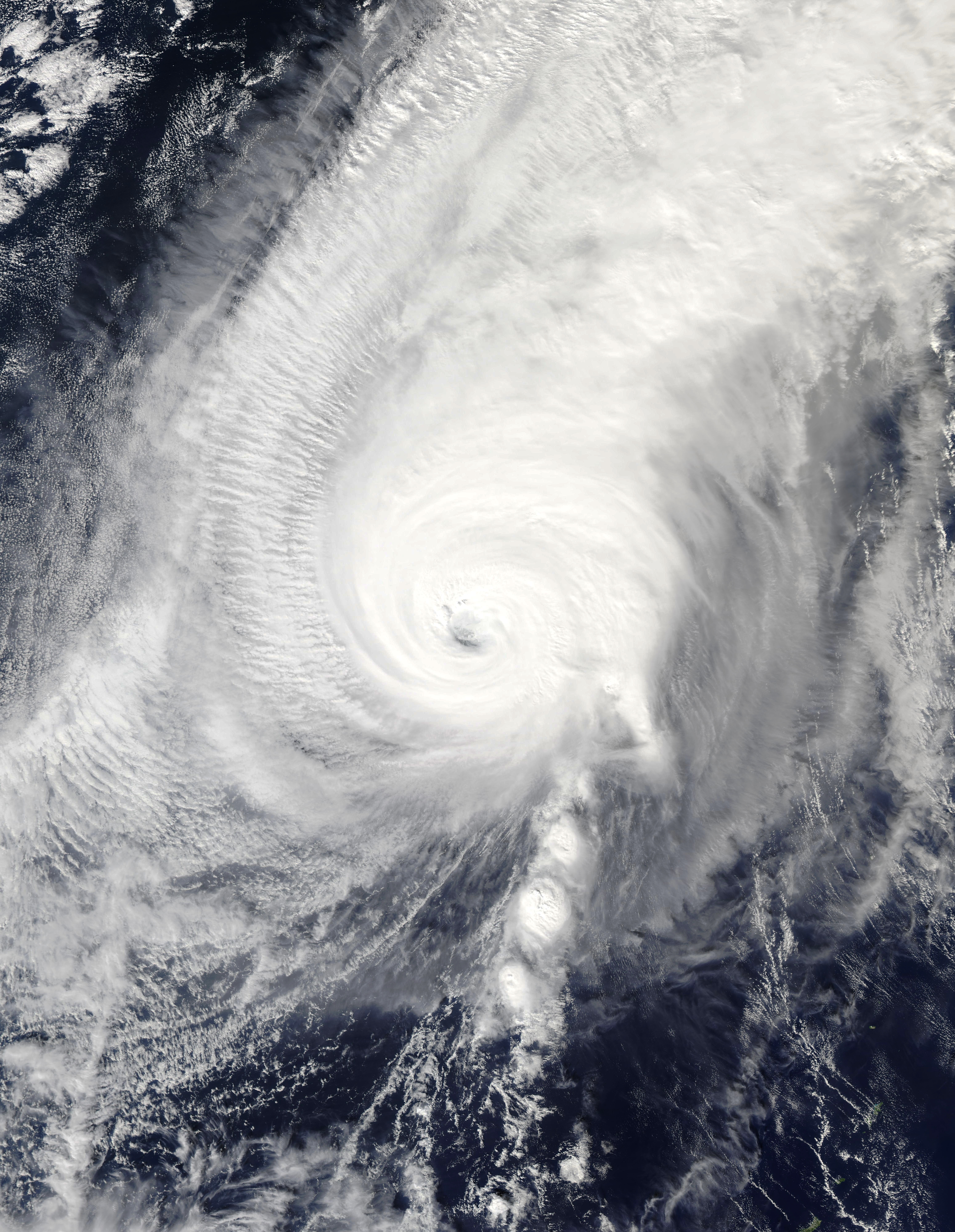
Tufão Nyatoh

Novembro foi um mês médio em termos de atividade, com onze tempestades, das quais seis foram nomeadas. O mês também inclui outro ciclone não oficial chamado Blas, que se formou no Mar Mediterrâneo perto da Espanha. No Pacífico Leste, as Tempestades Tropicais Terry e Sandra se formaram, com ambas as tempestades sendo nomeadas simultaneamente em 7 de novembro. O Pacífico Ocidental apresentou apenas um supertufão chamado Nyatoh que se desenvolveu perto de Guam, encerrando a longa sequência recorde sem um grande ciclone tropical em todo o mundo desde 3 de outubro. Nyatoh se tornou o ciclone mais forte de novembro, mais tarde cruzando para dezembro e se dissipando. No Norte do Oceano Índico, três depressões classificadas como ARB 03, BOB 05 e BOB 06 se formaram. O BOB 05 causou graves inundações no sul da Índia e no Sri Lanka, que mataram mais de 40 pessoas, com o BOB 06 causando danos adicionais nos mesmos lugares; os piores danos ocorreram na região de Rayalaseema , em Andhra Pradesh. Além disso, uma baixa tropical se formou no hemisfério sul, que deu início à temporada de ciclones da região australiana de 2021–22. Mais tarde, outra baixa se formou, que foi então denominado Paddy. Seguindo Paddy, mais algumas depressões se formaram, mas se dissiparam alguns dias depois. No final do mês, o ciclone tropical Teratai formou-se ao sul de Java, mas teve dificuldade para se desenvolver devido à falta de escoamento. Ele então se fortaleceu novamente em uma tempestade tropical antes de enfraquecer novamente e se dissipar.
| Nome da tempestade | Datas ativas                    | Vento máximo km/h (mph) | Pressão (hPa) | Áreas afetadas                                                                               | Dano ( USD ) | Mortes | Refs |
| ------------------ | ------------------------------- | ----------------------- | ------------- | -------------------------------------------------------------------------------------------- | ------------ | ------ | ---- |
| Terry              | 4 a 10 de novembro              | 75 (45)                 | 1004          | Nenhum                                                                                       | Nenhum       | Nenhum |      |
| ARB 03             | 7 a 9 de novembro               | 45 (30)                 | 1002          | Nenhum                                                                                       | Nenhum       | Nenhum |      |
| Sandra             | 7 a 9 de novembro               | 65 (40)                 | 1006          | Nenhum                                                                                       | Nenhum       | Nenhum |      |
| Blas               | 9 a 18 de novembro              | 65 (40)                 | 1007          | Argélia, costa leste da Espanha, Ilhas Baleares, Marrocos, Sardenha, França, Sicília, Itália | Desconhecido | 9      |      |
| TL                 | 9 a 14 de novembro              | Desconhecido            | 1005          | Nenhum                                                                                       | Nenhum       | Nenhum |      |
| BOB 05             | 10 a 12 de novembro             | 45 (30)                 | 1000          | Índia, Sri Lanka                                                                             | Desconhecido | 41     |      |
| Paddy              | 17 a 23 de novembro             | 75 (45)                 | 992           | Ilha do Natal                                                                                | Nenhum       | Nenhum |      |
| BOB 06             | 18 a 19 de novembro             | 45 (30)                 | 1002          | Índia                                                                                        | Nenhum       | Nenhum |      |
| 03U                | 22 a 28 de novembro             | Desconhecido            | 1006          | Nenhum                                                                                       | Nenhum       | Nenhum |      |
| Nyatoh             | 29 de novembro a 4 de dezembro  | 185 (115)               | 925           | Ilhas Bonin                                                                                  | Nenhum       | Nenhum |      |
| Teratai            | 30 de novembro a 11 de dezembro | 65 (40)                 | 998           | Ilha do Natal                                                                                | Nenhum       | Nenhum |      |

### Dezembro

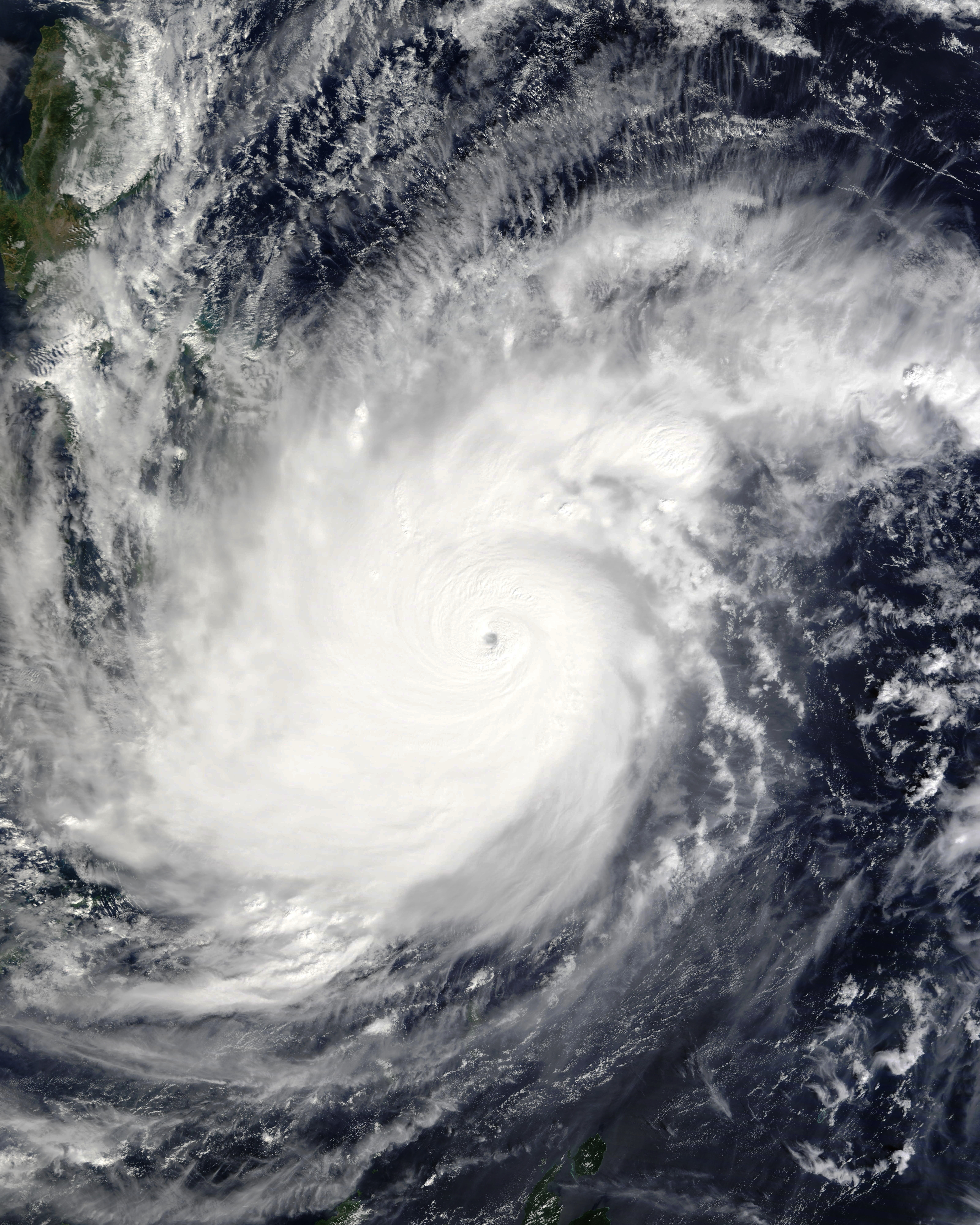
Tufão Rai

Dezembro foi abaixo da media, contudo foi o mais mortal do ano com nove tempestades sendo cinco delas nomeadas. O mês começou com a formação do ciclone Jawad que se formou no Oceano Índico Norte. No entanto, Jawad enfraqueceu rapidamente devido ao cisalhamento do vento logo após ser nomeado, e degenerou em uma área de baixa pressão antes que pudesse atingir a Bengala Ocidental. O Pacífico Ocidental apresentou uma depressão tropical classificada como 29W e um tufão mortal e destrutivo: o tufão Rai. Rai formou-se a leste de Palau antes de se intensificar rapidamente em um supertufão de categoria 5. Em seguida, fez vários landfalls nas Filipinas, causando sérios danos. Rai então entrou no Mar da China Meridional, se fortalecendo novamente em um supertufão de categoria 5 a leste do Vietnã antes de se dissipar perto de Hong Kong. Rai se tornou o primeiro supertufão de categoria 5 desde Nock-ten a se formar no mês de dezembro. Foi também o terceiro supertufão de Categoria 5 registrado no Mar da China Meridional, atrás de Pamela em 1954 e Rammasun em 2014. Por outro lado, 29W se formou perto do equador antes de atingir a Península da Malásia, inundando alguns estados da Malásia. O hemisfério sul estava inativo, apresentando apenas três baixas tropicais e dois ciclones chamados Ruby e Seth. Ruby se intensificou em um ciclone tropical de categoria 2 na escala australiana e entrou na bacia do Pacífico Sul, tornando-se a primeira tempestade na bacia. Ruby então atingiu a ilha francesa de Nova Caledônia. Seth, por outro lado, originou-se primeiro no Mar de Arafura. Em seguida, vagou pelas regiões do norte da Austrália antes de ser batizado no Mar de Salomão. O Atlântico Sul apresentou sua terceira tormenta nomeada do ano, a tempestade subtropical Ubá. Este ciclone causou estragos no sul da Bahia e em Minas Gerais e foi o mais mortal, superando até mesmo o furacão Catarina.
| Nome da tempestade | Datas ativas                   | Vento máximo km/h (mph) | Pressão (hPa) | Áreas afetadas                                                                                   | Dano ( USD )    | Mortes | Refs          |
| ------------------ | ------------------------------ | ----------------------- | ------------- | ------------------------------------------------------------------------------------------------ | --------------- | ------ | ------------- |
| Jawad              | 2 a 6 de dezembro              | 75 (45)                 | 999           | Ilhas Andaman, Odisha, Andra Pradesh, West Bengal, Bangladesh                                    | Desconhecido    | 2      |               |
| Ubá                | 10 a 13 de dezembro            | 65 (40)                 | 995           | Argentina, Brasil, Uruguai                                                                       | Desconhecido    | 15     | [ 32 ] [ 33 ] |
| Ruby               | 10 a 14 de dezembro            | 110 (70)                | 975           | Ilhas Salomão, Nova Caledônia                                                                    | Desconhecido    | Nenhum |               |
| Rai (Odette)       | 12 a 22 de dezembro            | 195 (120)               | 915           | Ilhas Carolinas, Palau, Filipinas, Ilhas Spratly, Vietnã, China do Sul, Hong Kong, Macau, Taiwan | > $ 720 milhões | 408    | [ 34 ]        |
| 06U                | 13 a 15 de dezembro            | Desconhecido            | 1007          | Nenhum                                                                                           | Nenhum          | Nenhum |               |
| 29W                | 14 a 17 de dezembro            | Desconhecido            | 1006          | Malásia                                                                                          | $ 70 milhões    | 39     |               |
| 02F                | 17 a 20 de dezembro            | Desconhecido            | 1006          | Nenhum                                                                                           | Nenhum          | Nenhum |               |
| Seth               | 24 de dezembro - 1º de janeiro | 95 (60)                 | 983           | Austrália                                                                                        | Nenhum          | Nenhum |               |
| TL                 | 26 de dezembro - presente      | Desconhecido            | Desconhecido  | Nenhum                                                                                           | Nenhum          | Nenhum |               |

## Efeitos globais
Há um total de nove bacias de ciclones tropicais, sete são sazonais e duas não sazonais, portanto todas as nove bacias ficaram ativas. Nesta tabela, os dados de todas essas bacias são adicionados: 
| Nome da temporada                                           | Áreas afetadas | Sistemas formados | Nomes das tormentas | Custo dos estragos (USD) | Falecimentos | Ref                                              |
| ----------------------------------------------------------- | --- | ----------------- | ------------------- | ------------------------ | ------------ | ------------------------------------------------ |
| Temporada de furacões do Atlântico de 2021 5                | Canadá Atlântico, Ilhas Cayman, Colômbia, Cuba, Bahamas, Bermudas, Leste dos Estados Unidos, Costa do Golfo dos Estados Unidos, Centro-Oeste dos Estados Unidos, Nordeste dos Estados Unidos, Sudeste dos Estados Unidos, Jamaica, Venezuela, México, Oaxaca, América Central, Antilhas, Hispaniola, Península de Yucatán, Porto Rico, África Ocidental, Islândia, Groenlândia | 21                | 21                  | >$80.543 bilhões         | 161          |                                                  |
| Temporada de furacões no Pacífico de 2021 5                 | México, América Central, Costa Rica, Península da Califórnia, Colima, Michoacán, Havaí, Ilhas Revillagigedo | 19                | 19                  | $255 milhões             | 13           | [ 36 ]                                           |
| Temporada de tufões no Pacífico de 2021 3                   | China, Hong Kong, Macau, Indochina, Japão, Península da Coreia, Palau, Filipinas, Rússia, Sulawesi, Taiwan, Ilhas Carolinas, Ilhas Marshall, Ilhas Marianas, Guam, Yap, Alaska, Ilhas Aleutas, Vietnã, Malásia, Indonésia Laos | 41                | 22                  | $3.79 bilhões            | 554          | [ 12 ] [ 37 ] [ 21 ]                             |
| Temporada de ciclones do Índico Norte de 2021 4             | Índia, Andhra Pradesh, Ilhas Andaman, Ilhas Nicobar, Dadra e Nagar Haveli e Daman e Diu, Goa, Gujarat, Karnataka, Kerala, Maharashtra, Odisha, Sindh, Baia de Bengal, Uttar Pradesh, Bangladesh, Irã, Maldivas, Myanmar, Nepal, Omã, Paquistão, Arábia Saudita, Sri Lanka, Emirados Árabes, Iêmen                                                                              | 8                 | 4                   | $5.31 bilhões            | 268          | [ 38 ] [ 39 ]                                    |
| Temporada de ciclones do Índico Sudoeste de 2020–2021 2 6   | Esswatini, Madagascar, Malawi, Moçambique, Réunion, Seychelles, África do sul, Tanzânia, Zimbábue | 7                 | 6                   | $11 milhões              | 49           | [ 11 ]                                           |
| Temporada de ciclones na região da Austrália de 2020-2021 2 | Ilha Christmas, Ilhas Cocos (Keeling), Nusa Tenggara, Timor Leste, Queensland, Território do Norte, Noroeste da Austrália | 12                | 8                   | $518.7 milhões           | 272          | [ 10 ] [ 15 ] [ 16 ] [ 17 ] [ 18 ] [ 19 ] [ 20 ] |
| Temporada de ciclones na região da Austrália de 2021-2022 3 | Ilha Christmas | 4                 | 2                   | $0 milhão                | 0            | [ 10 ] [ 15 ] [ 16 ] [ 17 ] [ 18 ] [ 19 ] [ 20 ] |
| Temporada de ciclones no Pacífico Sul de 2020-2021 2        | Fiji, Nova Caledonia, Niue, Samoa, Tonga, Vanuatu, Wallis e Futuna | 7                 | 2                   | $246.7 milhões           | 7            | [ 13 ] [ 40 ]                                    |
| Temporada de ciclones no Pacífico Sul de 2021-2022 3        | None | 0                 | 0                   | $0 million               | 0            |                                                  |
| Temporada de ciclones tropicais no Atlântico Sul de 2021    | Argentina, Uruguai, Brasil, | 4 (1)             | 3                   | None                     | 15           | [ 41 ] [ 42 ] [ 43 ]                             |
| Ciclone tropical no Mediterrâneo                            | Algeria, Itália, Líbia, Malta, Espanha, Tunísia, Turquia | 2                 | 2                   | $245 milhões             | 16           |                                                  |
| No mundo todo                                               | (Veja acima) | 127 (1)           | 91                  | >$89.059 bilhões         | 1332         |                                                  |